# スパイダーマン
スパイダーマン（英: Spider-Man）は、マーベル・コミックが出版するアメリカンコミックおよび、作品内に登場するスーパーヒーローの名称。考案者はスタン・リー（原作）とスティーヴ・ディッコ（作画）。

## 概要
クモをモチーフにしたスーパーヒーローで、スタン・リー原作、スティーブ・ディッコ作画の『Amazing Fantasy』#15（1962年8月）にて初登場。「Spidey（スパイディ）」、「Friendly Neighborhood（親愛なる隣人）」、「Web head（ウェブヘッド）」、「Web slinger（ウェブスリンガー）」などのニックネームを持つ。キャッチフレーズは「Your Friendly Neighborhood Spider-Man（あなたの親愛なる隣人スパイダーマン）」。
リーとディッコは制作にあたり、主人公を幼い頃に両親を失った孤児として設定。それとともにコスチュームを着て犯罪者と戦うスーパーヒーローでありながら、ティーンエイジャーならではの悩みを抱える普遍的な若者として描写されていることがスパイダーマンの特徴であった。1960年代のスーパーヒーローコミックにおいて、ティーンエイジャーの役割はあくまでヒーローのサイドキックであったが、スパイダーマンシリーズはこの風潮を破りティーンエイジャーを主人公とすることによって、スパイダーマン＝ピーター・パーカーという高校生の背後にある正体と拒絶・過ち・孤独・自己強迫観念などを描き、特に若い読者の共感を得ることとなった。
また、バッキーやロビンなどヒーローのサイドキックを担った従来のティーンエイジャーのキャラクターとは異なり、ヒーロー活動におけるメンター（指導者、助言者）を持たないことも特徴となる。スパイダーマンは、自らの過ちによって伯父の死を招いたことをきっかけにスーパーヒーローとして人生を歩むこととなり、「With great power comes great responsibility.（大いなる力には、大いなる責任が伴う）」という言葉を教訓に成長していく。
商業的に成功し高い人気を獲得したスーパーヒーローであり、マーベルの主力キャラクターであると同時に、同社のマスコットとして様々なメディアにも登場。アニメーションや実写映画版、テレビシリーズ、新聞のコミックストリップなど様々なメディア展開がされている。2011年5月にIGNが発表した「Top 100 Comic Book Heroes」ではスーパーマン、バットマンに次ぐ第3位となった。

## 登場人物

### 主人公
ピーター・ベンジャミン・パーカー / スパイダーマン（Peter Benjamin Parker / Spider-Man）
ミッドタウンに住む青年。幼い頃に両親を失い、父方の伯父夫婦であるベンとメイに育てられる。ベンが亡くなった後はメイと2人で暮らしていた。
高校生の時、研究所に見学で訪れたピーターはそこで放射能を浴びたクモに噛まれてしまい、壁に貼り付くなどクモ由来の超能力を得る。ピーターはクモ糸を発射する機械「ウェブ・シューター」とクモをイメージした赤と青のコスチュームを作り、それを身につけて自ら「スパイダーマン」と名乗りテレビに出演して人気者となった。
ある日、テレビ出演を終えたピーターの前に強盗が現れるも、疲れていたピーターはそれを見逃す。憤り問い詰める警察官に対し、ピーターは「自分の仕事じゃない」と突き放すのだった。だがその後、車に押し入った強盗にベンが殺害され、復讐を誓って犯人を追うも犯人の正体はかつてピーターが見逃した強盗であったことが明らかになる。自身の驕りこそがベンの死を招いたと思い知らされたピーターは「大いなる力には、大いなる責任が伴う」という言葉を胸に、自分の力を人々の為に使う事を誓う。
ちなみに元々は視力が悪くてメガネをかけていたが、放射能を浴びたクモに噛まれた事がきっかけで超能力が身に付いたと同時に視力が良くなり、それ以降はメガネが必要無くなった。

### 主な仲間
メリー・ジェーン・ワトソン（Mary Jane Watson）
通称MJ。ピーターが想いを寄せている女性で、多くの作品でメインヒロインとして登場する。
- 映画『スパイダーマン:ホームカミング』では本名がミシェル・ジョーンズと改められ、次作『スパイダーマン:ファー・フロム・ホーム』よりメインヒロインとなる。

グウェンドリン・“グウェン”・ステーシー（Gwendolyn "Gwen" Stacy）
ピーターの初めての女性で、3人目のガールフレンド。グリーン・ゴブリンによって殺されてしまい、彼女の死はピーターの心に深い傷を残すことになった。
原作者のスタン・リーは当初、彼女をピーターのパートナーにするつもりだったが、休暇中に脚本の代役を頼んだゲリー・コンウェイが殺してしまい、内外に大きな衝撃を与えた。
2015年のクロスオーバー『スパイダーバース』では、多数のパラレルワールドから参戦するスパイダーマンの中に「ピーター・パーカーではなくグウェン・ステーシーが蜘蛛のパワーを得てスパイダーウーマンになった世界」のグウェンが登場。一度限りの使い捨てキャラクターではなく、その後も独立誌「スパイダーグウェン」が創刊されるほどの人気を得て定着している。
- 『アルティメット スパイダーマン』では、カーネイジに殺されている。
- 映画『スパイダーマン3』では、エディ・ブロックのガールフレンドとして登場、彼女がピーターに靡いたことがエディをヴェノムへ導くきっかけの1つとなった。
- 映画『アメイジング・スパイダーマン』ではメインヒロインとして登場。ピーターのガールフレンドで、オズコープ社のチーフインターン。
- アニメ映画『スパイダーマン:スパイダーバース』では「スパイダーグウェン」として登場。

ハリー・オズボーン / グリーンゴブリン（Harry Osborn / Green Goblin）
ピーターの親友。父の死後、オズコープの社長になる。ストレスが重なり、二代目グリーンゴブリンと化した。父の敵であるピーター＝スパイダーマンと対立したが、最後はピーターを助け、ヴェノムによって刺殺されてしまう
『One More Day』のメフィストによる歴史改変で彼の死は起こらなかったことになり、スパイダーマンの正体が隠されたことによってピーターの親友となった。父親とは対立している。
- 『アルティメット スパイダーマン』ではホブゴブリンとなる。

ユージン・“フラッシュ”・トンプソン / エージェント・ヴェノム（Flash Thompson / Agent Venom）
ピーターの同級生。アメリカンフットボール部のスター選手でジョック。スパイダーマンのファンであり、ファンクラブも作っている。
学生時代はピーターをいじめていたが後に和解し良き友人となる。教師、米軍兵士を経て「エージェント・ヴェノム」となる。現在は両足を失っている。
ケニー・マクファーレン（Kenny McFarlane）
通称・キングコング。スパイダーマンが賞金稼ぎだった頃にファンになる。超人的な力を手に入れた事で高慢になっていたピーターは家族と喧嘩し、キングコングを頼って泊めて貰った。
エリザベス・“リズ”・アレン（Liz Allan）
ピーターの2人目のガールフレンド。ピーターがベティーと付き合い始めた頃にピーターを好きになり、三角関係になった。
- 映画『スパイダーマン:ホームカミング』では、ヒロインとして登場。本名をリズ・トゥームスと改められた上で、エイドリアン・トゥームス（バルチャー）の娘という設定となる。

メイ・パーカー（May Parker）
通称・メイおばさん。ピーターの伯母。彼に対して愛情をこめて接している。
ベン・パーカー（Ben Parker）
通称・ベンおじさん。ピーターの伯父。
ピーターが見逃した強盗によって殺されてしまう。ちなみに、「大いなる力には、大いなる責任が伴う」というセリフの初出はベンによるものではなく、コミックのナレーションによるもの。
メイデイ・パーカー / スパイダーガール（Mayday Parker / Spider-Girl）
パラレルワールドのピーターとMJ（メリー・ジェーン・ワトソン）の娘。ピーターの能力を受け継いでおり、スパイダーガールとして活躍する。恋人はファンタスティック・ファイブ（ファンタスティック・フォーの次世代チーム）のリーダーであるフランクリン・リチャーズ。
ノーマン・オズボーン / グリーンゴブリン（Norman Osborn / Green Goblin）
ハリーの父親で、巨大軍需企業「オズコープ」の社長。アルコール中毒の父から虐待を受け、家を出て富を得ようと電子工学と薬学を勉強してオズコープを起ち上げた。
一時期、S.H.I.E.L.D.を改組したH.A.M.M.E.R.の長官となり、トニー・スタークからスーツを奪いアイアンパトリオットとして活動した。
ジョージ・ステーシー（George Stacy）
グウェンの父。警部。
スパイダーマンとドクター・オクトパスの戦闘に巻き込まれた子供を救うが、自身は重傷を負う。スパイダーマンの正体を知っていた事を告げ、グウェンの事をピーターに任せて息を引き取った。
アンナ・ワトソン（Anna Watson）
MJ（メリー・ジェーン・ワトソン）の叔母。メイおばさんとは仲がいい。
ジョー・“ロビー”・ロバートソン（Joe'Robbie'Robertson）
「デイリー・ビューグル」編集長で、以前はジェイムソンの右腕だった。高校では学校新聞担当。「ロケット」の通り名を持った暴走族だった。
ベティー・ブラント（Betty Brant）
ピーターが最初に付き合った女性。「デイリー・ビューグル」で秘書を務めていたが、 その後記者に転身した。
- 映画『スパイダーマン:ホームカミング』では、ピーターの同級生として登場する。

J・ジョナ・ジェイムソン（J. Jonah Jameson）
妻は故人。息子はジョン。
新聞社「デイリー・ビューグル」の社長。妻を覆面の強盗事件でなくしたことから、正体を隠すスパイダーマンへネガティブ・キャンペーンを行う。
反骨精神の持ち主で媚びへつらうことはない。部下を怒鳴るのは日常茶飯事。
マイルズ・モラレス（Miles Morales）
ピーターと同様に蜘蛛に噛まれて力を得たもう一人のスパイダーマン。ヒスパニック系の少年。元は、通常のマーベル世界（Earth-616)とはパラレルとなるアルティメット・マーベル世界（Earth-1610）の住人で、自分の世界のピーターが敵との戦いで戦死した時にその場にいたにもかかわらず見過ごしたため、自分が加勢すれば彼を救えたのではないかと思い悩み、ピーターが同様に自分の叔父の死に責任を感じてヒーローをしていたことを知って、黒地に赤い蜘蛛糸の模様のスーツを纏って二代目スパイダーマンとなる（Ultimate Comics Spider-Man#1、2011年）。
Earth-616のピーターとは2012年のクロスオーバー『スパイダーメン』でEarth-1610を訪れた彼と共闘し友好関係を築く。その後、2015年のクロスオーバー『シークレットウォーズ』を経て、Earth-616の住人となっている。
- アニメ映画『スパイダーマン:スパイダーバース』では主人公として登場、ピーターはそれを導くサブキャラクターとなっている。

#### 他のスーパーヒーロー
ファンタスティック・フォー（Fantastic Four）
ファンタスティック・フォーが倒された際、ニュー・ファンタスティック・フォーとして活動した（他はウルヴァリン、ハルク、ゴーストライダー）。またヒューマントーチことジョニー・ストームが死亡した頃には、遺言からチームに入っていた。
デアデビル（Daredevil）
本名：マット・マードック
昼は弁護士、夜は法で裁けない悪を裁くクライムファイター。放射性物質により視力を失った時に超感覚を手に入れた。スパイダーマンと親交がある。
パニッシャー（Punisher）
本名：フランク・キャッスル
犯罪者を処刑する。スパイダーマンやデアデビルと共闘することもある。
ブラックキャット（Black Cat）
本名：フェリシア・ハーディ
ミステリアスな女性怪盗。当初はスーパーパワーを持たず、道具をつかっていたが、後にスーパーパワーを持つ。
シルバー・セーブル（Silver Sable）
シムカリアの傭兵集団ワイルド・パックの女性リーダー。投擲武器「チャイ」を使う。
正義のためには暗殺も行う。
ネイト・グレイ（Nate Grey）
通称、X-マン。パラレルワールドのミュータントでサイオニック能力を持つ。
ベン・ライリー（Ben Reilly）
ジャッカルによって造り出されたピーターのクローン（当初はベンがオリジナルだった）。
名前はベンおじさんと、メイおばさんの旧姓ライリーから取られた。
スカーレット・スパイダーとして活動していたが、ピーターが育児のため一線を退いてからはスパイダーマンとなる。
グリーン・ゴブリンとの戦いで、ピーターをかばってグライダーで死亡する。
エゼキエル（Ezekiel）
ピーターと同じの能力を持ち、正体も知っていた。ピーターにモールン（後述）などの新たな敵の存在を教え、サポートする。また会社を経営しており、ピーターとは違ったやり方で人々を助ける。
エゼキエルはピーターにスパイダーマンの力を与えた蜘蛛の神の遺跡から力を盗んでおり、モールンなどの敵は彼に引き寄せられた。唯一のスパイダーマンになり、蜘蛛の神の祟りを防ぐためにピーターを身代わりにしようとするが、自己犠牲と希望に満ちたピーターの精神に触れ、祟りからピーターをかばって死亡する。
ニューアベンジャーズ（The New Avengers）
解散していたアベンジャーズに代わり2004年に再結成されたヒーローチーム。スパイダーマンは初期メンバーである。
シー・ハルク（She-Hulk）
女性弁護士。ブルース・バナーのいとこで、彼からの輸血によりハルクと同じ力を持った。
ウルヴァリン（Wolverine）
X-MENに属するミュータント。ニューアベンジャーズからはチームメイトで、互いに高い人気故他のヒーロー誌に出演することも多く、共演することも多い。
シルク
本名：シンディ・ムーン
近年存在が明かされた、ピーターがパワーを得た同じ日に同じクモに噛まれていた少女。
後にピーターに救出されヒーロー活動を始める。同じクモに噛まれたためかピーターと同等以上の能力を持ち、またスパイダーセンスが彼女には発動しない。何故か近くにいると互いに惹かれあってしまう。

### 敵
グリーンゴブリン（Green Goblin）
正体：ノーマン・オズボーン、ハリー・オズボーンなど
緑の「ゴブリン」を模したコスチューム（戦闘用コスチューム）を着ている。マシンガン付きの無人機である蝙蝠型の飛行メカで機関砲やミサイルなどの武装も搭載している「グライダー」に乗り、幻覚ガスやカボチャ（ジャック・オー・ランタン）型の爆弾で手榴弾や幻覚ガスなどの化学剤を噴き出すタイプもある「パンプキン・ボム」やコウモリを模した手裏剣「レイザーバット」で戦う。薬品で知能・筋肉・運動神経などが強化されているが、副作用によって精神が蝕まれている。
- アニメ『スパイダーマン』ではホブゴブリンの方が先に登場しており、グリーンゴブリンの装備はホブゴブリンの物が薬品により変質したものとされる。
- アニメ映画『スパイダーマン:スパイダーバース』ではウィルソン・フィスク/キングピンの手下として登場。

ドクター・オクトパス（Doctor Octopus）
正体：オットー・ギュンター・オクタヴィアス
4本の機械腕のアダマンチウム合金製触手型金属アームを操るマッド・サイエンティスト。グリーンゴブリンと並んで有名。スパイダーマンを倒すことを目的とした犯罪組織「シニスター・シックス」のリーダー。
- 『アルティメット スパイダーマン』ではジャスティン・ハマー配下の産業スパイであり、オズボーン社に潜り込んでいた。ノーマンが人体実験を行った際に研究室が爆発し、金属アームを装着して実験に立ち会っていたオクタヴィウスはアームと身体が融合してしまう。この事故によって狂気に取りつかれた彼は、産業スパイとして自分を雇っていたハマーにすべての責任があると考えハマーを襲撃する。金属アームの形を自由に変えられ、金属アームから電撃を放出することも出来る。コミック内の『スパイダーマン2』撮影現場に乱入し、スパイダーマンと一騒動起こしたこともある。
後にクローン・サーガの黒幕として登場し、念動力で金属を自在に操るという能力が明らかにされた。
- 映画『スパイダーマン2』ではメインヴィランとして登場する。また、映画ではシニスター・シックスは結成されていない。
- 映画『アメイジング・スパイダーマン2』ではドクター・オクトパス自身の登場はないものの、オズコープの極秘施設に機械アームのみ保存された状態で登場している（同様にライノのアーマーやゴブリンのスーツ、グライダーも保存されている）。
- アニメ映画『スパイダーマン:スパイダーバース』ではウィルソン・フィスク/キングピンの手下として登場。性別が女性に変更され、本名はオリヴィア・オクタビアスとなっている。
- 『アメイジング・アドベンチャー・オブ・スパイダーマン』では、犯罪組織シニスター・シンジケートを結成し、その頭脳を生かしリーダーとして、自身が発明した、どんなものでも浮かせられる奇妙な緑色の浮遊光線を放つ武器の反重力砲を使ってマンハッタンとニューヨークの街を包囲し、自由の女神を盗む大事件を発生させ、降伏しない場合は、破壊すると脅した。エレクトロ、ホブゴブリン、ハイドロマン、スクリームの自身が率いるシニスター・シンジケートのメンバーらと共にゲストが乗車した取材用車両「スクープ」に襲い掛かる。自らを「オクトパス博士」と名乗っている。
- ゲストが乗車した取材用車両「スクープ」に襲い掛かる際は、自身の金属アームから火を吹かしている。

二代目ドクター・オクトパス : キャロライン・トレイナー
オットー・ギュンター・オクタヴィアスが殺されたときに二代目ドクター・オクトパスとなった。現在はレディ・オクトパス（Lady Octopus）と名乗っている。
ヴェノム（Venom）
正体：エドワード・チャールズ・アラン・ブロック（エディ・ブロック）
スパイダーマンに寄生していた地球外生命体のシンビオートがエディ・ブロックを新しい宿主にしたことで誕生した。一人称は「We（俺たち）」。
エディはスパイダーマンによって連続殺人鬼の誤報記事を暴かれて職と妻を失っているため、スパイダーマンを逆恨みしており、ヴェノムになった後は彼を付け狙うようになる。
シンビオートと融合したエディがボディビルダーでもあるためヴェノムは体が大きく、エディのパワーが40倍にまで跳ね上がっている。また、スパイダーマンの能力を学習しているため、スパイダーマンの能力を使えるだけでなく、スパイダー・センスを回避してスパイダーマンに不意打ちを食らわせることができる。弱点は高熱と高周波。
カーネイジ（Carnage）
正体：クレタス・キャサディ
ヴェノムのシンビオートの一部がサイコキラーで連続殺人鬼のクレタスを宿主にしたことで誕生した。
ヴェノム同様スパイダーマンの能力を受け継いでいる。ヴェノムよりシンビオートとの融合が進んでいるため、一人称が「I（オレ）」になっている。
シンビオートの一部を槍などに変化させたり、擬態もできる。弱点はヴェノム同様、高熱と高周波。
クレタス・キャサディは子供の頃から残虐な性格で、祖母や飼い犬を殺し、自身を虐待した孤児院の院長を殺害して孤児院にも火を放った。人生の無意味さや法律が言葉だけのものに過ぎない事を知ったキャサディは、自分が死ぬ事を恐れるようになり、他人を殺し続ける事で自分の死を遠ざけようと決め、「自分を殺そう」とする社会への報復として殺戮を繰り返して警察に捕まり、ライカーズ島の刑務所に投獄される。その際にエディと同じ独房になったが、非常に仲が悪かった。エディがヴェノムになって脱獄した時に残ったシンビオートの一部がキャサディに寄生しカーネイジになった。
- 『アルティメット スパイダーマン』ではコナーズ教授（後述）によってピーターの血液とコナーズ教授の血液からヴェノムのスーツのデータを基に作り出された人造生命体。身体構造を安定させるために人を殺害、吸収し続け、ピーターを狙う最中にグウェン・ステーシーを殺害した。

映画『ヴェノム』では原作同様、サイコキラーで連続殺人鬼でクレタス・キャサディとしてエンドロール後に登場する。ドレイクの野望を阻止し、ジャーナリストとして復帰したエディが最初に取材した相手でサン・クエンティン州立刑務所に厳重収監されている。
カメレオン（Chameleon）
本名：ドミトリ・スメルダコフ
コミックにおいて、スパイダーマンと最初に戦ったスーパーヴィラン（ベン・パーカーの殺害犯は「普通の犯罪者」であり、スーパーヴィランには含まれない）。
優秀なスパイで、変装の達人。クレイヴン・ザ・ハンター（後述）は異母兄（母はメイドだった）で、彼の屋敷で召使いをしていた過去をもつ。
初期は変装にマスクを使っていたが、後に肉体の組織を変化させあらゆる人物に変身出来る能力を身につけた。相手に幻覚を見せることもできる。
スパイダーマンの正体を知るが、精神崩壊を起こしてしまい、飛び降り自殺をした。映画『スパイダーマンファーフロムホーム』では、ニックフューリーの部下として登場した。
ティンカラー（Tinkerer）
正体：フィニアス・メイソン
天才的な発明家で、昔ながらのマッドサイエンティスト。発明品を自身の犯罪行為に使うだけでなく、スーパーヴィランたちにも提供している。
- 映画『スパイダーマン:ホームカミング』では、ヴァルチャーの部下として登場。
- ゲーム『Marvel's Spider-Man:Miles Morales』では、メインヴィランとして扱われている。主人公であるマイルズ・モラレスの幼馴染、フィン・メイソンとして登場。

ヴァルチャー（Vulture）
正体：エイドリアン・トゥームス
自らが発明した飛行スーツを悪用する御年90歳の老人。特殊兵器で若返った事もあったが老人の姿に戻っている。「シニスター・シックス」の一員。
- 映画『スパイダーマン:ホームカミング』では、メインヴィランとして登場する。本作では「バルチャー」と表記される。

サンドマン（Sandman）
正体：ウィリアム・ベイカー（フリント・マルコは少年時代に使っていた偽名）
体を自在に砂に変化させることのできる。ドクター・オクトパス率いる「シニスター・シックス」の一員。「フライトフル・フォー」の一員でもある。
もともと犯罪者であり、脱獄中に砂浜で核実験の爆発に巻き込まれ、肉体を砂状にすることができるようになった。腕をハンマーなどの武器に変えて攻撃し、自らの体を巨大化させることもできる。弱点は水。
ハイドロマン（後述）と融合してしまい、マッド・シングという泥の怪物になって大暴れしたことがある。
- 映画『スパイダーマン3』ではスーパーヴィランの1人として登場し、ベン殺しの犯人となっている。サム・ライミ監督による映画（実写映画版）シリーズでは、唯一命を落とすことの無かったスーパーヴィラン。

リザード（Lizard）
正体：Dr.カーティス（カート）・コナーズ
優秀な科学者だったが、実験に失敗して片腕を無くした。爬虫類の再生能力に目をつけ、自分の腕を再生させる実験を行ったが失敗に終わり、血清の副作用によって蜥蜴人間となった。解毒剤を服用して人間に戻ったが、極度のストレスが加わると怪物化してしまう。
コナーズ博士とスパイダーマンは多くの作品で協力関係にある。また映画版（実写映画版）やアニメ版ではピーターの通う大学の教授でもある。
『東映版スパイダーマン』の第1話に登場するマシーンベム「暴君竜」のモデルとされる。
- 映画『スパイダーマン2』ではカート・コナーズとしては登場しており、オットー・ギュンター・オクタヴィアスの親友という設定。
- 映画『スパイダーマン3』ではピーターの依頼を受け、シンビオートを調査した。小説版では続編で彼がリザードに変貌する事を仄めかす描写がある。ゲーム版ではリザードとなって登場している。
- 映画『アメイジング・スパイダーマン』では、メインヴィランとして登場する。

エレクトロ（Electro）
正体：マックスウェル・ディロン
電気工事中の落雷事故によって「人間発電機」と化した。両手から高圧電流を放つ。地球の磁場に乗って飛行もできる。空中に留まっていれば、彼の電撃は無効化される。1964年（連載2年目）に登場した古参のスーパーヴィランで「シニスター・シックス」の一員。
- 1990年代のアニメ『スパイダーマン』には一度（2話に渡ってだが）しか登場していない。
- 2003年制作の『スパイダーマン 新アニメシリーズ』では、マックス・ディロンとして登場。ピーター達の級友で、彼と同じく冴えないいじめられっ子だった。何とかクラブのパーティに参加しようとしたが、ダグを初めとするメンバーに逆に馬鹿にされて追い返され、失意の中でネオンへの落雷に遭遇し感電して電気が人型に集まった「電気人間」となる。復讐心に染まって暴れまわった挙句ダグを感電死させるが、スパイダーマンと戦った末にアース線を刺されて、電気となり街の送電網へと拡散した。シリーズ終盤になって復活し、ひそかに想いを寄せていた女性を自らと同じ電気人間にしようと暗躍するが、これもスパイダーマンに阻止される。最期にはバッテリーの中に閉じ込められた末に海に投げ込まれ、ショートを起こして爆発し、海中に飛散して死亡した。
- 映画『アメイジング・スパイダーマン2』ではメインヴィランとして登場する。
- 『アメイジング・アドベンチャー・オブ・スパイダーマン』では、ドクター・オクトパス、ホブゴブリン、ハイドロマン、スクリームのシニスター・シンジケートのメンバーらと共にゲストが乗車した取材用車両「スクープ」に襲い掛かる。

ミステリオ（Mysterio）
正体：クエンティン・ベック、ダニエル・バークハート、フランシス・クラム
元特撮技術者。SFX技術や、バーチャル・リアリティ技術を悪用して犯罪を繰り返す。「シニスター・シックス」の一員。
初代ミステリオのベックが偽装自殺後、友人であったダニエルが二代目ミステリオとなり後を継いだ。さらにコスチュームをキングピンから入手したフランシスが三代目ミステリオとなり、その後初代ミステリオのベックも復活を遂げる。
三代目ミステリオのフランシスはテレポーテーションなどの能力を持つミュータントであり、トリックを一切用いない。
- 映画『スパイダーマン:ファー・フロム・ホーム』ではメインヴィランとして登場する。

クレイヴン・ザ・ハンター（Kraven the Hunter）
本名：セルゲイ・クラヴィノフ、アリョーシャ・クラヴィノフ
セルゲイ・クラヴィノフ
没落したロシア貴族の息子で、カメレオン（前述）は異母弟でもある。「シニスター・シックス」の一員。
人生最後の獲物としてスパイダーマンを選び、追い詰める。スパイダーマンを仮死状態にし、墓に埋めたこともある（スパイダーマンが仮死状態の間、彼のコスチューム（ブラックコスチューム）を纏い、スパイダーマンとして行動した）。
- 『アルティメット スパイダーマン』ではTVタレントであり、視聴率を稼ぐためにスパイダーマンに挑むもあっけなく倒される。その後、違法な遺伝子実験の結果、狼のような姿となる。

アリョーシャ・クラヴィノフ
セルゲイの息子。セルゲイの死（自殺）後、クレイヴンの名を継いだ（後にアル・クレイヴンと改名）。
アナ・クラヴィノフ
セルゲイの娘。アリョーシャ殺害後、クレイヴンの名を継いだ。
スコーピオン（Scorpion）
正体：マック・ガーガン、カーミラ・ブラック
私立探偵だったが、依頼主であるジェイムソンのせいでサソリを模したバトルアーマーを着た怪人へと生まれ変わった。スパイダーマンよりも攻撃力自体は高く、何度も彼を打ち負かしている。ガーガンは一定期間、三代目ヴェノムとなって悪役として活躍していた。また、女性版としてスコーピアというスーパーヴィランも存在している。
- 映画『スパイダーマン:ホームカミング』ではバルチャーの取引相手として登場。
- アニメ映画『スパイダーマン:スパイダーバース』ではウィルソン・フィスク/キングピンの手下として登場。

ビートル（Beetle）
本名：エイブナー・ロナルド・ジェンキンス、レイラ・デイヴィス
エイブナー・ロナルド・ジェンキンス
飛行機工場のメカニックだったが、その技術を利用して甲虫のようなアーマーを作り、犯罪活動をするようになった。暴力団組織「シニスターシンジケート」の一員だった。
後に改心したふりをして、正義のヒーロー（ヒーロー）として活躍している。現在は異なるデザインのアーマーを着用しマッハ-IVに改名。
レイラ・ディヴィス
スーパーヴィランである夫が死亡したあと、ジェンキンスが捨てたビートルのアーマーを着用している。
ライノ（Rhino）
正体：アレクセイ・ミハイロビッチ・シチェビッチ（アレックス・O・ハーン）
ロシアからやってきた移民（労働者）だったが、人体実験によってサイを模したチタニウム製スーツを着た超人へと生まれ変わった。本人いわく、エコロジーを守ろうとしている。「シニスターシンジケート」、シニスター・シックスの一員。ハルクとも因縁がある。
- 映画『アメイジング・スパイダーマン2』ではロシア出身の過激派の人間として登場し、ラスト（末尾）シーンでライノとなってスパイダーマンと戦う。

ショッカー（Shocker）
本名：ハーマン・シュルツ
ガントレットと防護スーツを自己開発した三流の泥棒。両手のガントレットから衝撃波・振動波を発射する。「シニスター・シンジケート」の一員。
- 映画『スパイダーマン:ホームカミング』では、バルチャー（ヴァルチャー）の部下として登場する。
- 『アルティメット スパイダーマン』では登場するたびにスパイダーマンに一蹴される三流のスーパーヴィラン（悪役）として度々登場する。

キングピン（Kingpin）
本名：ウィルソン・フィスク
暗黒街の顔役。肥満体に見えるが全身筋肉の塊で、相撲の達人。デアデビル、パニッシャーの宿敵。
- アニメ映画『スパイダーマン:スパイダーバース』では、メインヴィランとして登場し、ドクター・オクトパス、スコーピオン、プラウラーなどを従える。

モービウス・ザ・リヴィング・ヴァンパイア（Morbius, the Living Vampire）
本名：マイケル・モービウス
ノーベル賞を受賞したこともある優秀な生物学者だったが、特殊な血液の病気にかかり、生ける吸血鬼と化してしまった。
悪人ではないが、人の血を飲まなければ生きられない宿命にある。吸血鬼ハンターのブレイドとは時に敵対し、時に共闘する関係にある。
- アニメ『スパイダーマン』ではピーターと同じ大学に通う留学生で、放射能を帯びた吸血コウモリに噛まれてコウモリ人間と化してしまう。

ハンマーヘッド（Hammerhead）
本名：ヨセフ
頭部を合金鋼によりハンマーのように強化されたギャング。古き良きギャング時代に憧れを持つ。犯罪組織「マギア」の主要メンバー。
- ゲーム『Marvel's Spider-Man』では、DLC『摩天楼は眠らない』のメインヴィランとして登場。

マンウルフ（Man-Wolf）
本名：ジョン・ジェイムソン
J・ジョナ・ジェイムソンの息子で元宇宙飛行士。月面で未知のエネルギーを浴び、月を見る度に狼男となってしまう体質になってしまった。
スパイダーマンに助けられてからは収監所で働いている。「アザー・レルム」なる別次元に飛ばされ、死亡したスターゴッドのパワーを受け継いだ。
- 映画『スパイダーマン2』ではMJ（メリー・ジェーン・ワトソン）の婚約者としてのみ登場。マンウルフとしての設定は描かれなかった。

ジャッカル（Jackal）
本名：マイルズ・ウォーレン
スパイダーマンが通っていた大学の教授だったが、スパイダーマンの恋人だったグウェンに横恋慕し、彼女の死から狂人と化してしまった。その後、スパイダーマンやグウェンのクローンを造り出し、さまざまな計略でスパイダーマンを苦しめた。
- 『アルティメット スパイダーマン』ではハリーのカウンセラー役として登場。また、メイおばさんと付き合っていた。

ハイドロマン（Hydro-Man）
正体：モリス・ベンチ
元船員。水素実験中、事故で水素ガスを浴びてしまったため、肉体を液状にすることができるようになった。水素ガスを浴びた原因は、スパイダーマンが船内に入ってトラブルになり、海に転落したため。
サンドマンと融合してしまい、マッド・シングという泥の怪物になって大暴れしたことがある。「シニスター・シンジケート」の一員。
- 『アメイジング・アドベンチャー・オブ・スパイダーマン』では、ドクター・オクトパス、ホブゴブリン、エレクトロ、スクリームのシニスター・シンジケートのメンバーらと共にゲストが乗車した取材用車両「スクープ」に襲い掛かる。

マッド・ジャック（Mad Jack）
正体：ダニエル・ベークハート、マグワイア・ベック
ミステリオ同様にSFXやバーチャル・リアリティの技術を駆使する。ダニエルは先述通り後に二代目ミステリオとなり、初代ミステリオのクエンティンの従姉妹であるマグワイア・ベックが後を継いだ。
元々はジャック・オ・ランタンという名のスーパーヴィラン（なお、初代は後の四代目ホブゴブリンことジェイソン・・フィリップ・マッケンデールJr.である）だが、ダニエル・ベークハート以後はマッド・ジャックと名乗っている。
ホブゴブリン（Hobgoblin）
正体：ロデリック・キングスレー、ネッド・リーズ、ジェイソン・フィリップ・マッケンデールJr.など
グリーンゴブリンの基地を見つけた男の仲間であるロデリック・キングスレーが、その名声を奪おうとゴブリンの装備を改良して誕生した。薬の改良によって、グリーンゴブリンとは違い狂気に陥っていない。幾度となく代替わりしており、当代のホブゴブリンの正体はフィル・ユーリック・フィリップ・マッキンデイルJr.となっている。
- アニメ『スパイダーマン』ではグリーンゴブリンよりも先に登場しており（シーズン1第11話から）、ここで登場するのは原作では四代目ホブゴブリンにあたるジェイソン・フィリップ・マッキンデイルJr.である。ジェイソン・フィリップスと名乗り、ハーディ財団の令嬢フェリシア・ハーディに近づいた。
- 『アルティメット スパイダーマン』におけるホブゴブリンの正体はハリー・オズボーンである。グリーンゴブリン（ノーマン・オズボーン）と死闘を繰り広げた末に殺される。
- 映画『スパイダーマン:ホームカミング』、『アベンジャーズ/インフィニティ・ウォー』、『アベンジャーズ/エンドゲーム』、『スパイダーマン:ファー・フロム・ホーム』、『スパイダーマン:ノー・ウェイ・ホーム』では、三代目ホブゴブリンのネッド・リーズがピーターの親友であり同級生で、アベンジャーズ関係者以外では唯一スパイダーマンの正体を知る相棒（自称「イスの男」）として登場している。
- 『アメイジング・アドベンチャー・オブ・スパイダーマン』では、ドクター・オクトパス、エレクトロ、ハイドロマン、スクリームのシニスター・シンジケートのメンバーらと共にゲストが乗車した取材用車両「スクープ」に襲い掛かる。

アリスター・スマイス（Alistair Smythe）
スパイダーマンを抹殺する目的で作られたロボット、スパイダー・スレイヤーの製作者スペンサーの息子。父の死後スパイダー・スレイヤーの製作を引き継いだ。キングピンの元で働いていた事もある。
下半身不随で車椅子に乗っていたが、やがて究極のスパイダー・スレイヤーとして自らに改造手術を施し、超人的な身体能力を身につける。
- アニメ『スパイダーマン』ではキングピンに失敗の責任を取らされ、生体ロボットにされた。

トゥームストーン（Tombstone）
本名：ロニー・トンプソン・リンカーン
銃弾を弾き、極度の高温や電気にも耐性がある皮膚を持つ野心的な犯罪組織のボス、殺し屋。併せてかみそりのように鋭い歯を持つ。アルビノに生まれついたため、肌が白い。
- アニメ『スペクタキュラー・スパイダーマン』では、ビッグマンとしても活動し、ハンマーヘッドやエンフォーサーズを部下として従える。

スクリーム（Scream）
正体：ドナ・ディエゴ
ヴェノムに寄生していた共生体を使い、ライフ財団によって人工的に作り出された五体の人造シンビオートのうちの一体がドナ・ディエゴに寄生した姿。ウェブではなく髪を使って攻撃する。のちに精神が暴走して人造シンビオートの宿主たちを殺し、ヴェノムにも襲い掛かったが、返り討ちに遭い投獄される。
- 『アメイジング・アドベンチャー・オブ・スパイダーマン』では、ドクター・オクトパス、ホブゴブリン、、エレクトロ、ハイドロマンのシニスター・シンジケートのメンバーらと共にゲストが乗車した取材用車両「スクープ」に襲い掛かる。最後にはホブゴブリンと共にスパイダーマン襲い掛かるが、スパイダーマンに敗れる。

モルテンマン（Molten Man）
正体：マーク・ラクストン
元は科学者であり、スパイダー・スレイヤーの作成者スペンサーの協力者だった。後にリズ・アランの義理の兄であることが判明。スパイダー・スレイヤーを強化するため液体合金を発明したが、スペンサーは利益のために試験が行われていない液体合金が入ったビンを売り払おうとしたために奪い合い、誤ってビンを割ってしまったことにより、全身に液体金属を浴びてしまった。結果的に、触れた物質を高熱化することの出来る能力と金色の肉体、超人的な体力を得た。
- アニメ『スペクタキュラー・スパイダーマン』では、リズ・アランの実兄マーク・アランとして登場。ギャンブルの借金を理由に車の強盗をはたらいたために入所していた少年院から出所後、金銭を稼ぐためにグリーン・ゴブリンと協力関係にあったジャッカルの実験を受け、能力に覚醒した。

モールン（Morlun）
太古から存在する吸精鬼。蜘蛛の神の力を得た現時点でのスパイダーマン＝ピーターを狙う。手で触れることによって相手のエネルギーを吸収することが出来、身体能力もスパイダーマンと同等以上である。
1度目の対決では援護に現れたエゼキエルを下し、ピーターを追い詰めるも、ピーターの奇策に敗れる。しかしこの対決で大怪我を負ったピーターはメイおばさんに正体がばれてしまう。
2度目の対決ではピーターの片目を奪い瀕死に追い込む。しかし突如蜘蛛の力を強化し復活したピーターにエネルギーを吸い尽くされ消滅する。その直後ピーターは死亡した。
プラウラー（Prowler）
正体：ホビー・ブラウン、リック・ローソン、アーロン・デイビス
優れた多彩なガジェットを装備するヴィラン。鋼鉄製の爪のついたガントレット、手首と足首には各種ガスや爆薬などを仕込んだフレシェット及びグラップラーフックを装備。その他にも衝撃吸収ゴムが使用されているブーツ、硬化して滑空可能なマントも身に着けている。
- 映画『スパイダーマン:ホームカミング』では、バルチャーの一味と武器の取引を行う。コスチュームには身を包まない。
- アニメ映画『スパイダーマン:スパイダーバース』では、キングピンの部下として登場。
- ゲーム『Marvel's Spider-Man:Miles Morales』では、マイルズを守るために彼の前に立ちはだかる。

シルバーメイン（en:Silvermane）
正体：シルビオ・マンフレディ
約90歳の冷酷な犯罪王。戦略家としても有能で、射撃の腕も良い。初期は生身の人間だったが、後にサイボーグの身体を手に入れた。結果的に寿命を延ばしただけでなく、力やスピードも増強された。
- 1994年版のアニメ『スパイダーマン』では、キングピンと対立する犯罪王として登場。
- アニメ『スペクタキュラー・スパイダーマン』では、シルバーセーブルの父親として登場。名前もセーブル・マンフレディと変更されている。

スウォーム（Swarm）
正体：フリッツ・フォン・メイヤー
元ナチスの科学者。ミツバチを自在に操る。
ブーメラン（Boomerang）
正体：フレッド・マイヤーズ
元プロ野球選手。仕掛けのついた様々なブーメランで闘う。ブーメランやコスチュームはジャスティン・ハマーが開発。
エンフォーサーズ（Enforcers）
三人組でスパイダーマンに立ちはだかるスーパーヴィラン。スーパーパワーは持たない。
モンタナ（Montana）
正体：ジャクソン・ブライス
チームのリーダー。武器として投げ縄を使う。
- 映画『スパイダーマン:ホームカミング』では、初代ショッカーとして登場。

ファンシー・ダン（Fancy Dan）
正体：ダニエル・ブリトー
柔道の達人。
オックス（the Ox）
正体：レイモンド・ブロック
巨漢で怪力の持ち主。
スポット（Spot）
正体：ジョナサン・オーン
身体中が他の場所へと移動することのできる穴に覆われているスーパーヴィラン。その穴を利用し、瞬間移動をしたり自分や周囲の物体を移動させたりする。スパイダーセンスが通用しない。
もともとはキングピンに雇われた科学者だったが、実験の失敗により穴だらけの姿になってしまった。
タランチュラ（Tarantula）
正体：アントン・ミゲル・ロドリゲス
格闘戦、銃火器の扱いに長けたテロリスト。初登場時はタランチュラを模したコスチュームに身を包んでいたが、最終的に半人半蜘蛛に変異。自ら命を絶った。
オーバードライブ（Overdrive）
正体：ジェームス・ビバリー
あらゆる車両を改造して闘うスーパーヴィラン。
スピード・デーモン（Speed Demon）
正体：ジェームズ・サンダース
高速移動能力を持つ元科学者。
リビング・ブレイン（en:Living Brain）
記憶能力に優れた最新鋭ロボット。誤作動により人間を襲撃した。
カリプソ（Calypso）
正体：カリプソ・エジリ
ブードゥー教の呪術師で、クレイヴンの恋人。蘇生術、マインドコントロール、降霊術、動物使役、幻影投影などの能力を持つ。
キャリオン（Carrion）
正体：マイルズ・ワーレン、マルコム・マクブライド、ウィリアム・アレン
超人的な強さと耐久性を持ち、触れるものを灰にする能力を持つ。
ミスター・ネガティヴ（Mister Negative）
正体：マーティン・リー
元々は中国のギャングで人身売買をしていた。犯罪王シルバーメインにより、サイモン・マーシャルが作った薬物の人体実験を受け、正反対の2つの人格を持つようになった。ミスター・ポジティブの時は慈善家を装い、ホームレス救済活動などを行う。一方、ミスター・ネガティブの時は、インナー・デモンズ・ギャングを率いている。当初は、お互いにそれぞれの人格を認識していなかったが、後に両人格が互いの存在を完全に認識していることが示された。ミスター・ネガティヴとして、治癒、マインドコントロール、通常の武器にエネルギーをチャージするなどの能力を持つ。

## 原作漫画

### 原書
Amazing Fantasy #15
スパイダーマンのデビュー誌。
『Amazing Fantasy』自体は不人気のためこの号で打ち切りとなったが、「どうせ打ち切りなら、好きなことをしよう」と、スタン・リーがスパイダーマンを登場させたところ、その反響が大きくスパイダーマンは独立誌を持った（連載化された）。
アメイジング・スパイダーマン（The Amazing Spider-Man）
1963年に創刊されスパイダーマンの基本となったシリーズ。
（Vol.1） 1963年～1998年。
（Vol.2） 1999年～2003年。
（Vol.3） 2014年～2015年。
（Vol.4） 2015年～2017年。
（Vol.5） 2018年～
Marvel Team-Up（マーベル・チームアップ）
（Vol.1） 1972年～1985年。全150号。毎回他のヒーローやヴィランが登場するシリーズ。
（Vol.2） 1997年～1998年。全11号。
（Vol.3） 2005年～2006年。全25号。
The Spectacular Spider-Man
（Vol.1） 1976年～1998年。全263号。スパイダーマンの第二のレギュラーシリーズ。
（Vol.2） 2003年～2005年。全27号。
Web of Spider-Man
（Vol.1） 1985年～1995年。全129号。スパイダーマンの第三のレギュラーシリーズ。
（Vol.2） 2009年～2010年。全12号。
Peter Parker: Spider-Man
（Vol.1） 1990年～1998年。全98号。スパイダーマンの第四のレギュラーシリーズ。
（Vol.2） 1999年～2003年。全57号。
アルティメット スパイダーマン（Ultimate Spider-Man）
2000年、連載が長期化し複雑になりすぎたため、メインシリーズの設定をリセットして0から始められた新シリーズ。アルティメット・マーベルの作品の一つ。
2011年6月の第160号でUltimate世界のピーターパーカーは戦死。新シリーズ「Ultimate Comics: Spider-Man」ではヒスパニック系の黒人の少年マイルズ・モラレス（Miles Morales）が新スパイダーマンになった。
Avenging Spider-Man
2011年～2013年。全24号。スパイダーマンと他のヒーローがチームを組んで事件を解決するシリーズ。
The Superior Spider-Man
2013年に創刊。The Amazing Spider-Manの終了を受けて始まったシリーズ。
Superior Spider-Man Team-Up
2013年に創刊。毎回他のヒーローやヴィランが登場するシリーズ。
スパイダーバース
2014年～2015年。

### 翻訳
スパイダーマン
光文社刊。小野耕世監修による一番古い邦訳版。全8巻で、第1巻にはオリジン（原点）が収録されている。これ以降の邦訳版は、通常のアメコミと同じくB5サイズで発行されたが、本シリーズでは一般の日本の漫画と同じく単行本サイズで発売され、各巻最初の10ページ程がカラーで、後は白黒で印刷されていた。他に『ファンタスティック・フォー』や『キャプテン・アメリカ』なども同じシリーズで発行された。
ポップコーン
光文社刊。日本の漫画とアメコミを掲載した隔月刊漫画雑誌で、上記の単行本に続き、複数のアメコミの邦訳版が掲載された（邦訳版の『X-MEN』は、この雑誌の創刊号が初収録となる）。全6号の内4号にスパイダーマンが登場。
スパイダーマン
集英社刊。アメリカ建国200年となる1976年に、アメリカ文化の紹介として短期集中で週刊プレイボーイに連載された。ヒューマン・トーチやクレイブン、バルチャーとの戦いが描かれる。訳者は滝沢解。
マーヴルクロス
小学館プロダクション刊。マーベル・コミックスの作品を収録した月刊誌で、1996年から刊行された（現在は休刊）。スパイダーマンは、個人誌が収録されている他、『インフィニティ・ガントレット』などのクロスオーバーにも登場している。
エイジ・オブ・アポカリプス
小学館プロダクション刊。基本的には、X-メン関係を収録している。『マーヴルX（クロス）』で全滅した、X-メンの続編に当たる（パラレルワールドが舞台となる）。ピーターは死亡しており、登場しない。グウェン・ステイシーが登場する他、ハルクやアイアンマン、ホークアイ、デアデビルなどが登場する（ただし、彼らは本筋には絡んでいない）。
オンスロート
小学館プロダクション刊。基本的には、X-メン関係を収録している。スパイダーマン（ベン・ライリー）は、個人誌（ピーター・パーカーとメリー・ジェーンも登場）の他、終盤のクロスオーバーにも登場している（ほぼ全てのマーベルヒーローが巻き込まれている）。
DC vs マーベル
ジャイブ刊。DCとマーベルの大規模クロスオーバー。マーベルユニバースの運命をかけ、スパイダーマン（ベン・ライリー）は、DCのスーパーボーイと対決した。
『アメコミ&ムービー・スーパーガイド』
新潮社刊。次項の『アルティメット』の刊行に先立って発行された解説本。綴じ込み付録として「the amazing spider-man #36」が収録されている。このエピソードは通称「スパイダーマン911」と呼ばれ、アメリカ同時多発テロ事件をリアルタイムで扱った唯一のアメコミ作品である。
アルティメット スパイダーマン
新潮社刊。『Ultimate Spider-Man』の邦訳版（第11巻で出版を中断している）。

### 翻案
スパイダーマン
作画：池上遼一、掲載誌：別冊（月刊）少年マガジン、連載期間：1970年1月号 - 1971年9月号
毎号100頁で連載された。マーベルの正式な許諾を受けての翻案であるため、コスチュームは米国版（オリジナル版）と同じである。内容は、日本の社会情勢に合わせたために独特の（一般に「暗い」「救いがない」と言われる）世界観であった。おばさんと二人暮しの日本の高校生、小森ユウがスパイダーマンになる。初期の設定は原作にごく近い。
前半は、アメリカンコミックスに造詣の深い映画評論家の小野耕世がストーリー・ライターを務め、リザードやエレクトロ、ミステリオなど、米国版通りのヴィランが登場した。コスチュームや外見は同じだが、顛末などが異なる（上記の通り、暗い）。
後半は、平井和正をストーリー・ライターに迎え、さらに独自性を増した。平井は、自らの短編小説（作家デビュー前に書いたノンSF作品1篇を含む）を「冬の女」「ストレンジャース」に転用した。その一方で、主人公の輸血を受けた人間が超能力を持つ「スパイダーマンの影」や、超能力者の残留思念が人を襲う「虎を飼う女」を、代表作の1つである小説『アダルト・ウルフガイ』シリーズに転用している。また、「金色の目の魔女」はヒーローものの要素を排した短編小説「魔女の標的」に改作している。
スパイダーマンJ
作画：山中あきら、掲載誌：コミックボンボン、連載期間：2004年9月号 - 2005年11月号
蜘蛛の特殊能力を発揮できる小学生天野翔がスパイダーマンJとして活躍する王道的な活劇。ピーターと思わしき人物が登場している他、単行本の書き下ろしページで、アメリカのスパイダーマンと会話している。本編中では、ブレイドやファンタスティック・フォーと共演している。
スパイダーマン/偽りの赤
漫画：大沢祐輔、掲載サイト：マガジンポケット、連載期間：2019年7月 - 2020年3月
「ピーター・パーカーがスパイダーマンとして活躍する21世紀のニューヨーク」を舞台に、偶然からスパイダースーツを手にしてしまった高校生、尾ノ前侑がやむを得ない事情でスパイダーマンに扮してヴィランたちと戦うストーリー。マーベルが監修している。
スパイダーマン：絆
ストーリー：小林拙太・イラスト：水野ハチ、掲載サイト：最強ジャンプ、連載期間：2023年11月号 - 2025年7月号
『最強ジャンプ』2022年9月号に読み切りとして掲載後、2023年11月号より2025年7月号まで連載。日本を舞台に、ユウとスパイダーマンが融合するストーリー。
スパイダーマン：オクトパスガール
作画：別天荒人、脚本：古橋秀之、掲載サイト：少年ジャンプ+、連載期間：2023年6月20日 - 2025年1月7日、既刊3巻
スペアボディに移るはずのドクター・オクトパスの思考パターンがなぜか日本の少女・奥田宮乙葉の体に入ってしまい、その本人と協力して元に戻ろうとするというストーリー。

## 小説

### 原書
『THE AMAZING SPIDER-MAN IN MAYHEM IN MANHATTAN』
著者：Len Wein and Marv Wolfman
ノベライズではなく、オリジナル小説。シリーズ第1巻。ドクター・オクトパスが登場する。
『CRIME CAMPAIGN』
著者：Paul Kupperberg
シリーズ第8巻。キングピン、シルヴァーメインが登場する（2～7巻は、他のマーベルヒーローが主人公）。
『MURDERMOON』
著者：Paul Kupperberg
ハルクとの共演作。

### 翻訳
『驚異のスパイダーマン』
早川書房刊。『THE AMAZING SPIDER-MAN IN MAYHEM IN MANHATTAN』の翻訳。訳者は宇佐川晶子。解説者はLEO。
解説では、スパイダーマンについての簡単な説明がある。
『驚異のスパイダーマン2』
早川書房刊。『CRIME CAMPAIGN』の翻訳。訳者は宇佐川晶子。解説者は白川星紀。
解説では、ガールフレンドについての説明がある。「本文中に、グウェン・ステイシーの名が出てこないのは、その死が、ピーターの心に重くのしかかっているからではないか?」と解説者が推測している。
『超人ハルク対スパイダーマン』
早川書房刊。『MURDERMOON』の翻訳。訳者は宇佐川晶子。解説者は白川星紀。
解説では、ハルクについての簡単な説明がある。

## 実写映画版
スパイダーマンの設定は「実写では再現不可能」と言われていたが、サム・ライミが監督を務めた、2002年公開の映画『スパイダーマン』は当時のCG技術を結集させ、再現に成功した。このサム・ライミのシリーズは当初、3作で完結する予定であったところ、好評だったため第4作目以降の制作が発表された。しかし制作会社のソニー・ピクチャーズは「学生期を描く作品にするため」として最初の予定通り、3作で物語を完結させ、2012年にマーク・ウェブが監督を務めるリブート作品『アメイジング・スパイダーマン』シリーズを制作。同作以降は3D映画として公開されている。
2作品を公開した後、更なる続編2作品とスピンオフ作品の制作が予定されていた『アメイジング・スパイダーマン』であったが、第2作目の興行収入がヒットはしたものの、配給側の予想を大きく下回った事で、ソニー・ピクチャーズは当初の予定を変更してマーベル・スタジオ（ウォルト・ディズニー・スタジオ）とのパートナーシップを締結し、「マーベル・シネマティック・ユニバース（MCU）」に含まれる新シリーズとして再リブートすることが決定。『アメイジング・スパイダーマン』シリーズは事実上の打ち切りとなったが、新シリーズの単独映画の配給はソニーが引き続き担当する。
『シビル・ウォー/キャプテン・アメリカ』（2016年）がスパイダーマンのMCUデビュー作となり、2017年には新シリーズ第1作目となる『スパイダーマン:ホームカミング』が公開され、その後『アベンジャーズ/インフィニティ・ウォー』（2018年）以降はアベンジャーズの一員として活躍。また、MCUではスパイダーマンの登場に合わせて『アイアンマン2』（2010年）や『アベンジャーズ』（2012年）といったMCU過去作品の展開を基にした新設定が加えられた。
『スパイダーマン』シリーズ
- スパイダーマン（Spider-Man、2002年）
- スパイダーマン2（Spider-Man 2、2004年）
- スパイダーマン3（Spider-Man 3、2007年）

『アメイジング・スパイダーマン』シリーズ
- アメイジング・スパイダーマン（The Amazing Spider-Man、2012年）
- アメイジング・スパイダーマン2（The Amazing Spider-Man 2、2014年）

MCUシリーズ
- スパイダーマン:ホームカミング（Spider-Man: Homecoming、2017年）
- スパイダーマン:ファー・フロム・ホーム（Spider-Man: Far From Home、2019年）
- スパイダーマン:ノー・ウェイ・ホーム（Spider-Man: No Way Home、2021年）

### サム・ライミ版
サム・ライミが監督したスパイダーマン3部作 では、トビー・マグワイアが演じ、猪野学が日本語吹替を担当した。このバージョンのピーター / スパイダーマンは、『マーベル・シネマティック・ユニバース』の『スパイダーマン:ノー・ウェイ・ホーム』にも登場し、本作で共演した他のピーター / スパイダーマンとの区別と意思の伝達のため、ピーター2の愛称でも呼ばれるようになる。

#### キャラクター像（サム・ライミ版）
“アース96283”のピーター・パーカー/スパイダーマン。
大人しく気弱で垢抜けず、科学好きで、写真撮影を趣味とするカメラマン志望の、平凡で何処か孤独な様子も垣間見せる心優しい青年。伯父のベン・パーカーと伯母のメイ・パーカーのもとで育ち、長年の隣人でもあるメリー・ジェーン・ワトソン（MJ）に恋し、彼女と距離を縮めようとあれこれ努力しているが、彼女が自分の親友のハリーと付き合いはじめたと知ると気持ちを押し殺してしまうこともあるなど報われていない。また、高校卒業後はコロンビア大学に進学し、フリーのカメラマンとしても働き始めるが、被写体がスパイダーマンであるものをはじめとする写真を“ デイリー・ビューグル”へ何度持ち込んでも思うような値段では買い取ってもらえず、カメラマンとして雇うことも認められないなど、編集長のJ・ジョナ・ジェイムソンにしばしば丸め込まれてこき使われている。
ある日、科学の授業でコロンビア大学の自然科学部に見学に赴いた際、遺伝子操作された末に飼育箱から逃げ出した“スーパースパイダー”のうちの1匹に右手の甲を噛まれ、その結果、常人を大きく上回るスーパーパワーを身につけた超人となる。
一度は賞金目当てのアマチュアレスリングにその力を使うが、ベンの死をきっかけに、彼の言葉を心に刻んで、人助けのために自分の力を使うと決心。独立生活をはじめたニューヨークの街で以前レスリングで名付けられたリングネーム“スパイダーマン”を名乗って、自警活動を開始し、時には誹謗中傷に晒されながらも、危険に陥った市民たちを何度も救っていく。

#### 能力（サム・ライミ版）
もとは貧弱な体形で眼鏡をかけなければ視点がぼやけるほどの近視だったが、スーパースパイダーに噛まれると、身長はそのままに、筋肉質な体格に変貌し、クモに基づく特殊能力を身につけた。そのため、脅威的な身軽さと腕力、反射神経、硬い鈍器による連続殴打に耐えられる強靱性、眼鏡が不要になるだけでなく常人をも上回る動体視力に加え、クモの脚のような無数のトゲが生えた両掌と両足の裏を物壁に貼り付けてよじ登り、天井を這って動き回る能力などを発揮し、自警活動では人命救助からヴィランとの戦闘まで、これらの能力全般をフルに活かし、特に怪力が強調されたシンプルかつ豪快な戦法や活躍を披露する。
また、ノーマン・オズボーンやオットー・オクタビアスといった天才科学者や、大学の講師であるカート・コナーズからも一目置かれ、学業に専念できれば、同級生たちの中でもトップになれるほど科学の知識技能に優れており、“アース616”に転移した際には、ほかの並行世界のピーター/スパイダーマンと協力して、スーパーヴィラン一同の治療用の薬品やデバイスを完成させている。
スパイダー・センス
身に迫る危険を察知する超感覚。他者から不意打ち攻撃を見舞われてもピーターは、この感覚が過敏になって、周囲にあるの全てのものの動きをスロー状態に変化したように感じ取り、危険を回避することができる。
オーガニック・ウェブ
両手首の発達した腱から放出する、クモ糸のように高い粘着性を持つ糸。伸ばした糸でビルとビルの間のスイングや、敵の拘束、落下した人物の救出などに利用される。ピーターの意思で放出量の調整や、掌大のボール状に硬めて飛び道具として射出することも可能。
この身体機能だけでウェブを生成・放出できる特性は、アース616に転移してピーター・パーカー/スパイダーマン（ピーター1）やピーター・パーカー/スパイダーマン（ピーター3）と出会った際に、ウェブを生成・射出に“ウェブ・シューター”を用いる必要がある彼らからは驚愕と尊敬の眼差しを向けられた。
また、これらの能力の強弱はピーター自身の精神状態で大きく変化し、ピーターが意気消沈しているとウェブを出すことも脅威的な身体能力全般を発揮できなくなるだけでなく、近眼に戻ってしまうほど視力も落ちてしまう。

#### スーツ（サム・ライミ版）
スパイダーマン・スーツ
ピーターがアマチュアレスリングで着用した赤いパーカーと青いズボンのイメージを全身タイツとマスクに落とし込んでデザインし、作り上げたヒーロースーツ。レッドとミディアムダークブルーのツートーンカラーの上に施されたウェブパターンと、胸部と背面のデュアルスパイダーエンブレムが特徴で、スパイダーマンの正体を隠すためのコスチュームでもあり、作られて以降、ピーターは常にこのスーツを普段着の下に着用しているが、ある程度の攻撃を受けたり着用中のピーター自身の筋肉が膨らむと張り裂けるなど、強度に難がある。
1着目
本格的に自警活動をはじめることを決意したピーターによって作られた最初のスーツ。ウェブパターンは、暗いガンメタルシルバーで細かくエッチングされており、マスクは黒のアウトラインで縁取られた大きな角度の付いた三角形の白いレンズが付いており、デュアルスパイダーエンブレムはそれぞれ黒（胸部）と赤（背面）があてがわれ、後者はより大きく丸みを帯びたデザインである。
自警活動開始から最初の数ヶ月間にこのスーツを使用し続けたが、グリーン・ゴブリンとの決戦の際に損傷したため、2着目のスーツへの移行を余儀無くされる。
2着目
グリーン・ゴブリンとの決戦後に作られたスーツ。全体的な外観は1着目とよく似ているが、赤い生地もより明るくなり、青い部分は暗くなるなど、2つの基調色のコントラストがより明確となった。ウェブパターンがより鮮やかなメタリックシルバーをあてがい、マスクは表情豊かな外観を維持しながらも、メタリックとなったレンズが照明の当たり具合で青みがかった色調を反射し、エンブレムも背面はより鋭角に、胸部はコンパクトながらもリアルなシルエットとなった。一方で、他の衣類と一緒に洗濯機に入れて洗濯すると、他の衣類にスーツカラーが色移りしてしまうという染料にも難がある。
ピーターはオクタビアス/ドクター・オクトパスとの連戦や、フリント・マルコ/サンドマンとエディ・ブロック・Jr./ヴェノムとの戦い、アース616に転移した際に繰り広げたスパイダーマンズ対スーパーヴィランズにおいてこのスーツを着用したが、一度自警活動を中断してしまった際には、ごみ集積場に捨てられた挙句、デイリー・ビューグルに渡り、ジェイムソンの編集長室の壁面に一時飾られたこともあった。
また、少なくともオクタビアスとの決戦後には、このスーツは2着分存在しており、そのうちの片方が、後述のブラック・スーツとなった。
更にアース616に転移した際に着用したマスクは、中央のウェブパターンが若干変更され、レンズも鮮やかさが少ないものとなった。
ブラック・スーツ（シンビオート・スーツ）
ピーターが着ていたスーツに、“シンビオート”が寄生して染め上げられたスーツ。基本的なディテールは、通常のスパイダーマン・スーツと同等で、ウェブパターンも銀色だが、その名の通り基本カラーが黒となっており、マスクのレンズは大きく角張り、エンブレムも脚の上部が曲がったクモのデザインとなった。
スーツ自体に特別な能力は無かったものの、これを着用したピーターは、シンビオートの性質により、気分が晴れるだけでなく、物理的な怪力や身のこなしの軽やかさなどが今まで以上に強力なものに変化したが、同時に彼の性格に悪影響を及ぼしてしまう。ピーターはこのスーツを自警活動から私生活にも用いるほど気に入って、一時期着用し続けていたが、最終的にその副作用を恐れたピーターと教会の鐘の音によってシンビオートが剥がされ、破棄されることになる。

#### 各作品での活躍（サム・ライミ版）
『スパイダーマン』
ピーター・パーカーはMJに恋する、穏やかで心優しい高校生であるが、彼女と距離を縮めようとしても報われず、学校でもフラッシュに酷い虐めを受けて周りのスクールメイトからも馬鹿にされるなど、悶々とした毎日を送っていた。
ある日学校の社会科見学で訪れた大学の研究所で、スーパー・スパイダーに噛まれると、体調が悪化して自宅で意識を失い、その翌朝目を覚ますと、向上した視力と筋肉質に変化した自身の体格を目の当たりにし、学校でMJが転んだ際も、彼女が持っていたトレイを食器ごと器用にキャッチするだけでなく、殴りかかってきたフラッシュのパンチを全て交わして相手を数メートル先まで突き飛ばしてしまい、更に路地裏で目の前にあった壁をよじ登り、ビルの屋上で手からウェブを伸ばし、屋上からのスイングと着地に成功して有頂天になる。
それからMJの気を引くための自動車の購入資金の調達目当てに、3000ドルの賞金を得ようと“NYWL”主催のアマチュアレスリングへの参戦を決めるが、試合当日に最近のピーターの様子を心配しはじめていたベンに会場近くに車で送られて説教されるが、増長していたことから反抗的になって心無い一言を返して別れてしまった。レスリングでは、対戦相手のボーン・ソー・マッグローに勝利したが、100ドルしか賞金を受け取れず、その仕返しに自分の目の前でレスリングのオーナーから金を強奪した強盗犯のデニス・キャラディンを逃がしてしまう。しかし、帰りにベンとの待ち合わせ場所に行くと、銃で撃たれて倒れていたベンの最期を看取る結果となり、警察無線から聞きとった連絡でベンを撃ったと思しき犯人を追い詰めると、その正体があの時逃したキャラディンだったことに衝撃を受け、彼を廃墟で追い詰める。最終的にキャラディンは足を滑らせ、窓から転落し、自滅した。
高校卒業後はノーマンによって、彼の息子であり、自身の唯一の親友でもあるハリー・オズボーンとの同居も始まると、ベンが遺した言葉を噛みしめ、ニューヨークの平和を守るために力を使うことを決意。遂にスパイダーマンとして、自警活動を開始する。犯罪や災害を見つけると解決に次々と貢献し、住民からの賛否両論の批評を浴びる中、私生活ではMJと仲が進展しない交流が続くが、オズコープ社調和の祭典の会場に現れた、ノーマンの凶悪な別人格であるグリーン・ゴブリンと初対決で、苦戦の末に撃退すると、デイリー・ビューグルで再び現れたゴブリンに眠らされて連れ去られ、「仲間にならないか？」と持ちかけられた。
後日、ゴブリンが引き起こした火災現場のマンションで住民を助けた直後に、遭遇したゴブリンに先日の交渉を拒否して、負傷しつつも撃退。だが、その直後に行われたパーティーで滴り落ちてしまった一滴の血や傷口をノーマンに見られたことからスパイダーマンの正体に気づかれ、ゴブリンにメイを襲われてしまった。そしてメイの証言で、正体がゴブリンに確信されたことと、MJにも危険が迫っていると悟ると、彼女にかけた電話に出たゴブリンからの連絡を受け、スパイダーマンとしてジョージ・ワシントン・ブリッジに急行。そこで川に落とされる直前のMJと、偶然近くを運行していたゴンドラに乗っていた子供達のどちらを救うかの二者択一をゴブリンから迫られ、窮地に陥りつつも、橋の上に居た市民たちや船で駆けつけた人々の助力を受けて両方とも救うことに成功した。
そしてゴブリンに決闘を挑まれ、ほぼ一方的に叩きのめされるも、相手の挑発に激怒して反撃し、ゴブリンを追い詰めた。そして自身の正体を明かしつつ、ノーマンの人格に戻ったフリとグライダーを使った相手の騙し討ちを直前で察知・回避したが、これによって致命傷を負い、自我を取り戻したノーマンの「ハリーには言うな」という頼みを聞き、絶命したノーマンの遺体をオズボーン邸に運び込むが、その様子を目撃したハリーに「スパイダーマンが父を殺した」という誤解を与えてしまうこととなった。
ラストシーンでは、ノーマンの葬儀で父を亡くし落ち込むハリーを慰めるが、彼から父の仇としてスパイダーマンを討つという激しい敵意を聞き、同時にMJから愛を伝えられるが、「どんなに必死に戦ってもいつも自分の愛する人たちが代償を払わされる」という考えに至ったことから「今は無理だ、今は友達として君の側にいる」と伝えて去り、スパイダーマンとして自警活動を再開する。
『スパイダーマン2』
本作では、自警活動と私生活のバランスを取れずに苦労し、その結果MJとは疎遠になり、ハリーとの関係にも亀裂が入るなど、二重生活の極度の精神的疲労からパワーを失って、自警活動を一時降りてしまう姿が描かれる。そんな中、マッドサイエンティストのドクター・オクトパスとの対決を迫られる。
グリーン・ゴブリンとの死闘から2年後、大学生活とピザ屋のバイトを掛け持ちする傍らで、スパイダーマンとしての活動にも身を投じていたが、急な自警活動の連続で、遅刻を繰り返し、バイトをクビにされて生活費に苦労すると共に、立派な舞台女優となったMJ出演の観劇にも間に合わず、ハリーとはお互い親友でありたいのに彼がノーマンを殺したと疑ってやまないスパイダーマンを今でも憎んでいることから嫌味をぶつけられ、メイも自宅のローンが滞っていて困っている事実を知るなど、さまざまな困難に直面してしまう。そんな中、ハリーの紹介で以前から尊敬していた温厚な科学者、オクタビアスと出会い、彼と"核融合装置”や愛について話し交流を深め、MJにもう一度想いを伝えようとしたが結局失敗し、断念した。
後日、オクタビアスの装置の公開実験の観覧に参加すると、暴走してしまった装置をスパイダーマンとして停止させ、被害を最小限に食い止めたが、オクタビアスの妻である、ロージーの犠牲と、装備したアームがアクシデントで癒着し、凶悪化した人工知能に思考を乗っ取られ、ドクター・オクトパスとなってしまったオクタビアス、そして窮地を助けられたにもかかわらず、スパイダーマンのせいですべて失ったと恨みを倍増させたハリーを目の当たりにすることになった。そして、家のローン返済の件でメイと銀行を尋ねたところに銀行強盗に乗り出したオクトパスと初対決。最後はメイの協力によって、オクトパスを撃退した。
だが、MJやハリーからの嫌味と八つ当たりなどを受けたことでヒーローとしての使命に迷いを感じると、パワーを出すことができなくなってしまい、そのことを遠回しに相談した医者からのアドバイスで、スパイダーマンを引退し、私生活に専念することを決める。大学では授業に遅刻することなく参加できるようになったものの、MJとの仲は相変わらず不調で、街の犯罪率も上がり、自分は火災現場で全ての人を救いきれなかった現実に落ち込んだ結果、メイにベンの最期の日の出来事を打ち明けたことから励まされ、MJがオクトパスに攫われたことを機に、再びスパイダーマンになると決意するとパワーを取り戻した。そしてオクトパスと、走行中の電車で死闘を繰り広げ、戦いに巻き込まれた乗客たちを危機から救ったが、力尽きてオクトパスに捕まり、ハリーの下に差し出されてしまう。
そこでハリーに、マスクを剥がされてその正体を知られるも、愕然とするハリーの下を後にし、オクトパスがMJを捕らえて、核融合装置を再起動させた廃屋に到着。装置を止める為にオクトパスと対峙。またしても暴走する装置を止めるため、オクトパスに正体を明かし、彼に必死に呼びかけ、本当のオクタビアスとしての意識を取り戻させて、装置の暴走を阻止させることに成功。オクタビアスは装置と共に海に沈む悲惨な最期を遂げたが、MJの救出は果たし、スパイダーマンである危険から一緒に居られなかったと告げて跳び去った。
そしてラストシーンでは、婚約者との結婚式を途中で抜け出したMJから「あなたと共に生きて危険に立ち向かいたい」と愛を伝えられて、ようやく恋人同士となり、MJに見送られながら自警活動に出かける。
『スパイダーマン3』
本作では、これまでと打って変わって自警活動と私生活の両立が安定し、そのお陰で朗らかで確かな自信を持つ人物像に変化した反面、一定の慢心も抱えるようになり、このことがMJとの交際にも感情の行き違いやすれ違いを起こして、悪影響を及ぼしてしまうことになる。その中で、“ニュー・ゴブリン”となったハリーや新たなヴィランのフリント/サンドマンとの因縁の対決、シンビオートに寄生されたことによる思い上がりなど、これまで以上に混迷する物語の中心に立つことになる。
ドクター・オクトパスとの戦いからしばらく経ち、街の犯罪をスパイダーマンとして激減させたピーターは、大勢の市民からの支持を浴び、大学生活も順調でMJとの交際も彼女へのプロポーズを考えはじめるくらいに進展しているなど、それなりに幸せな暮らしを送れるようになっていたが、ハリーには未だにノーマンの一件で恨まれていた。このことから、ニュー・ゴブリンとなったハリーが復讐に襲いかかってきたが、返り討ちにすると、彼が一時的な心肺停止状態から一命を取り留めた代わりにノーマンが亡くなる前からの記憶を喪失し、優しい親友としての顔に戻ったことを受けて安堵感を覚えた。
しかしその後、舞台公演の不評で落胆したMJの気持ちを理解しきれていない励ましや、自らが授与される名誉市民賞の贈呈パーティーにおけるグウェン・ステイシーとのキスをMJの眼前で行うなど、彼女に対して不謹慎な態度を見せ始め、現金輸送車を襲っていたサンドマンと対峙した後に、予約した高級レストランでのプロポーズで、たまたまグウェンに出会し、MJが取り乱して立ち去ったことも手伝ってプロポーズの予定を完全に破綻させてしまった。
そこへ、ベンを殺した真犯人がサンドマンの正体である、フリントであった事を知らされ、怒りと私怨にかられると、彼の再出現をずっと待つが、その最中にMJとのデートの時から密かに付き纏っていたシンビオートがスパイダーマン・スーツに寄生。これを着込んで“ブラック・スパイダーマン”になり、性格が凶暴化してしまう。その後は、サンドマンとの復讐戦に挑んで、配水管を破壊して噴出させ、激流をぶつけて撃退に成功した。
これ以降、コナーズからシンビオートの性質や危険性を忠告されたにもかかわらず、ブラック・スーツに魅入られてしまいつつあったことからメイにベンの仇であるフリントが死んでせいせいしたと報告するだけでなく、スパイダーマンの名誉を汚そうとするエディの捏造写真を腕づくで暴き、記憶を取り戻したハリーに脅されたMJに絶交を突きつけられると、ハリーが思い出したと察して、彼と殺し合い同然の激戦を繰り広げて叩きのめし、アースラ・ディコヴィッチやベティ・ブラントとプレイボーイ同然に交流し、ジェイムソンにも大口を叩くくらいに変貌するなど、調子に乗りすぎた振る舞いを次々と取ってしまう。挙句の果てには、MJが働きはじめたバーにグウェンを連れ、2人の仲を見せつけただけでなく、店内で暴れた勢いで止めようとしたMJまでも突き飛ばす愚行に及んでしまった。これらのことにショックを受けて正気を取り戻すと、教会の頂上でブラック・スーツを強引に引き剥がしてシンビオートを放棄した。
そして、フリントと手を組んだエディ/ヴェノムにMJが連れ去られ、建設中のビルに捕縛されたことを知ると、ハリーに謝罪の言葉を伝え、共闘を頼むが、断られて単身で現地に向かい、ビルに貼り付けられたタクシーに乗せられたMJを救おうとヴェノムとサンドマンを相手に決戦を挑む。だがヴェノムに捕まり、サンドマンの巨大な拳で何度も殴られて窮地に陥った。そこへ自身が誤解していた事に気づき、ピーターとの友情を思い出して参戦したハリーのおかげでピンチを脱し、MJの救出にも成功。ハリーがサンドマンを一時牽制されると、自身はエディにシンビオートを手放すよう説得するが聞きいられず、彼の一撃をくらいかけるが、そこに割って入ったハリーが身代わりになってしまった。そしてエディから金属音で分離させたシンビオートにパンプキン・ボムを投げ込むも、それを止めようと飛び込んだエディも爆風に呑まれ、爆死してしまった。
その直後、戦意を失ったフリントからベンを誤って殺してしまった経緯と、強盗に加担してしまった真相、そしてその事への後悔を打ち明けられると、「あなたを許す」と返し、飛び去る彼を見送った。そして瀕死の状態であったハリーの下へ駆け付け、これまでの経緯を彼に改めて謝り、互いに親友であることを認め合って、ハリーの最期を看取った。数日後、ハリーの葬儀に出席し、MJが働くバーでピーター・パーカー、そしてスパイダーマンとして、彼女とこれからも人生を共に歩んでいくことを改めて決意する。
『スパイダーマン:ノー・ウェイ・ホーム』
本作では、ハリーと死別して以降の彼が、アース616に転移する形で物語後半から登場。その人相は、ほかのピーター2人よりも年季が入りはじめたものに変わっており、それに伴って単身で長く続けている自警活動においてもスイングのしすぎで腰を痛めたと述懐している。そんな現在でも、ベンを殺された夜の一連の出来事や、親しかったオズボーン父子が自分への憎しみからゴブリンへ変貌して戦った末に救えなかったことが心残りで、MJとはハリーとの死別後も無事に交際を続けている様子である。また、お気に入りの場所は「クライスラー・ビル」と話し、「今まで戦った中で一番やばかった敵は？」の問いかけには「ヴェノム」と返答している。
“カフカルの魔法陣”の影響でアース616のニューヨークの路地裏にいたところ、突如開かれたゲートウェイを通り抜けてミシェル・ジョーンズ（MJ）やネッド・リーズ、ピーター3と出会い、彼と互いにウェブを撃ち合って別の並行世界のピーター/スパイダーマンであることを証明し、自分たちのピーターに会いたいと願うMJたちに「彼が行きそうな場所は？」と助言して“ミッドタウン高校”の屋上に赴いてピーター1とも邂逅。メイ・パーカーを失って失意の底にいたピーター1に、前述のベンからの最期の言葉の重みを説くなど、彼を再びスーパーヒーローとして立ち上がらせた。
スーパーヴィラン一同を治療するための薬品やデバイスの開発では、ノーマンの死後からずっと考えてきたゴブリンの凶悪な人格のみを抹消する血清の精製を、ネッドやピーター3と身の上話を交わしながら完成させることに成功。そして自由の女神像に赴き、ほかのピーターたちと触れ合った後、現れたスーパーヴィラン一同との決戦に突入すると、最初はチーム戦に不慣れなことから連携ミスをしてしまったが、ピーター1の言葉で改めて団結。フリントを捨て身で止めようとした後に、ピーター1が作ったデバイスでフリントの体質を治療して「一緒に帰ろう」と呼びかけ、自分たちのサポートに駆け付けたオクタビアスに対しても、懐かしむように再会・交流して、ゴブリンの急襲の余波で自由の女神像から転落したカート・コナーズ（アース120703）をウェブで救出し、追い詰めたゴブリンにとどめを刺そうとしたピーター1を制止した代わりに自分が背後からゴブリンに刺されながら、結果的にノーマンを救うことに繋げるなど、多くの場面で貢献した。
そしてスティーヴン・ストレンジ/ドクター・ストレンジが、崩壊してしまった時間と空間の境界の修復のためにカフカルの魔法陣を再発動し始めると、今回出会って共闘できたことをほかのピーターたちと喜び、別れを告げ合って、カフカルの魔法陣の効果で元の世界に帰還する。

### マーク・ウェブ版
マーク・ウェブが監督した『アメイジング・スパイダーマンシリーズ』では、アンドリュー・ガーフィールドが演じ、前野智昭が日本語吹替を担当した。このバージョンのピーター / スパイダーマンは、『マーベル・シネマティック・ユニバース』の『スパイダーマン:ノー・ウェイ・ホーム』にも登場し、本作で共演した他のピーター / スパイダーマンとの区別と意思の伝達のため、ピーター3の愛称でも呼ばれるようになる。

#### キャラクター像（マーク・ウェブ版）
“アース120703”のピーター・パーカー/スパイダーマン。
“ミッドタウン・サイエンス・ハイスクール”に通う科学者志望の高校生。周囲から嘲笑の対象とされてしまう側面もあるが、いじめられている学生を見つけると率先して助けに行くほど、正義感はスーパーヒーローになる前から強く、科学の話題になるとすぐ早口になるくらいに高い探究心も持ち合わせるなど、明るく前向きな優しい青年で、写真撮影とスケートボーディングを嗜好するため、いつも愛用のカメラとスケボーを携行している。お気に入りの場所はエンパイアーステート・ビルで、同級生のグウェン・ステイシーには彼女の写真をディスプレイの壁紙にあてているほど想いを寄せているが、彼女へ上手くアプローチできないことも度々あるほどシャイで不器用な性格でもある。またずっと兄弟が欲しかったらしく、“アース616”に転移して、ピーター・パーカー/スパイダーマン（ピーター1）やピーター・パーカー/スパイダーマン（ピーター2）と出会って共闘した際には、兄弟ができたと感じて3人のピーター/スパイダーマンの中で最も歓喜している。
幼少期にオズコープ社の科学者だった父、リチャード・パーカーと母であるメアリー・パーカーが行方不明となったことから伯父のベン・パーカーと伯母のメイ・パーカーに育てられたが、現在でも覚えている両親との別れ際の出来事が心の傷となっている。
そして現代、高校で平凡なスクールライフを過ごしていたある日、自宅で見つけた両親の極秘資料に目を通してオズコープ社に赴き、そこで飼育・遺伝子組み換えされていたクモに首の後ろを噛まれたことから超人的な能力が身に付いた。当初は自身の身体の変化に戸惑ったものの、ベンを手にかけた強盗と思われる犯罪者を捕まえていく活動をきっかけに自警活動を開始。警察からは危険人物と見做されたり、父との因縁が浮き彫りとなったオズコープの陰謀に巻き込まれるなどの苦難が続くも、ニューヨークのヒーロー“スパイダーマン”として活躍する日々を送る。

#### 能力（マーク・ウェブ版）
遺伝子組み換えされたクモに噛まれたことで、ドアノブを砕く握力や、自動車も容易くひっくり返す腕力、背景の雷すらも一瞬だけ止まって見える速さで手足を動かせる俊敏性、脅威的な身軽さ、反射神経、平衡感覚、肉体の強度、自然治癒能力など、身体能力全般が常人を大きく上回るものとなっており、両手の指先を物体に吸着させる能力も有し、これを元にクモの如く壁に貼り付いて登り、天井を這って動き回る。これにより、アクロバティックでスピーディーなアクションや戦法を多用して活動する。
また、父親譲りの科学分野に秀でた才能を持っており、カート・コナーズと異種間遺伝子交配の研究を進めたほか、ウェブ・シューターの開発・改良や、“アース616”に転移した際のほかの並行世界のピーター/スパイダーマンとの共同作業でスーパーヴィラン一同の治療用の薬品やデバイスを完成させるなど、エンジニアとしても優れている。
スパイダー・センス
身に迫る危険を察知する超感覚。ピーターは集中力によってこの感覚を鋭くさせ、敵からの攻撃や迫り来る災害などを距離を問わず察することができ、持ち前の俊敏性も合わせて、電流やマシンガンの銃撃など周囲で動くさまざまな存在が止まって見える速度で動いて回避しつつ、周りの人々を被災から救うこともできる。一方で受動的でもあるこの力は、ピーターが疲れ果てていたり、気が散ったりしていると発現されず、制御しきれていない不完全なものでもある。

#### ツール（マーク・ウェブ版）
スパイダーマン・スーツ
ベンを手にかけた強盗を自身の手で探し捕まえる活動を始めたピーターが、素性を隠す必要を感じて作り上げたクモをモチーフとするスーツ。スーツの色はかなり鮮やかな青と赤を基調とし、細長く鋭い脚のクモのシルエットを胸部と背中のマークにあしらっている。
マスクはピーターが最初の強盗探しの末に辿り着いたプロレス会場で見た大きなレスラーマスクをヒントにして作られ、市販のサングラスのレンズを両目のフィルターにあてた。スーツ本体部分は、スパンデックス素材の全身タイツとして完成した。しかし、激戦で破損することも少なくないほど、耐久性は高くない。
完成以降、ピーターがスパイダーマンとして自警活動を行う際に着用するようになる。
アレクセイ・シツェビッチとの初対決の頃からは、マスクのフィルターが白いものに変わった。
ウェブ・シューター
ピーターが両前腕に装備するウェブの発射装置。オズコープ社がクモの糸から開発した新繊維“バイオケーブル”を購入したピーター自身によって2つの腕時計と組み合わせて作られた。発射されるバイオケーブル製のウェブは非常に高い粘着力を有しており、伸ばしたウェブはピーター/スパイダーマン自身のぶら下がりや高所でのスイング、敵の拘束、落下した人物の救出、銃創を負った際の傷口をふさぐ衛生材料の代わりなどに利用される。
最初のシューターは、ウェブを発射する際に赤く発光する特徴があったが、水没すると壊れてしまうほど水に弱いという難点もあった。
シツェビッチとの初対決の頃からは、より洗練されたデザインのものに改良され、発光機能もオミットされた。マックス・ディロンとの初対決において、相手の電撃で一度故障してしまったが、その後修復され、グウェンの手伝いでマックスの電撃対策として磁気バリアーを張る機能が追加された。

#### 各作品での活躍（マーク・ウェブ版）
『アメイジング・スパイダーマン』
幼い頃、突如失踪した両親と離ればなれとなり、叔父夫婦と共に暮らしていたピーター・パーカーは高校から帰宅したある日、自宅の地下室にあった父・リチャードのカバンからリチャードとコナーズが写る写真記事や、“00 崩壊率の数式”が書かれたファイルを見つけると、両親の失踪の手がかりを掴むため、コナーズに近づこうとオズコープ社の公開実習に実習生として参加。そこで主任研修生と働くグウェンやコナーズと出会う中、偶然ぶつかったラジット・ラタが持っていた資料を目にして忍び込んだ研究室で遺伝子操作された特殊なクモに噛まれた末に、グウェンに追い出されたが、帰りの電車の中で驚異的な身体能力に目覚める。その後、コナーズの自宅を訪れ、自分がリチャードの息子であることと、崩壊率の数式を話してコナーズと本格的に交流するようになり、学校では自身を含めた弱い者いじめをするフラッシュにバスケットボールで仕返しした。だがこれらが遠因となってベンと口論になり、家を飛び出し、やけを起こしてコンビニ強盗をわざと見逃してしまうが、自分を追いかけてきたベンがその強盗に銃で撃たれ、帰らぬ人となると激しく後悔し、強盗に復讐を誓った。
当初は驚異的な能力を用いて悪人らを退治しつつ、ベンを撃った強盗を見つける日々に明け暮れるが、犯人は見つからず、やがて自ら作り上げたスーツとマスク、ウェブ・シューターも用いたスパイダーマンとなり、本格的に自警活動に取り組むようになる。警察の中では、彼を正体不明の味方として見る者や、グウェンの父親のジョージ・ステイシー警部のように批判する者に分かれるようになった。
そんな中、ウィリアムズバーグ橋で暴れていたトカゲの怪物“リザード”と対決し、巻き込まれた人々を救って相手を撤退させると、翌日に自身の力で市民を守るとグウェンに打ち明け、昨夜の怪物が自分と共に開発した試験薬を投与したコナーズであると察し、そのことをジョージが取り合ってくれなかったことから、コナーズ＝リザードの証拠を集めようと地下水道にウェブと複数のカメラを設置するが、リザードに変身したコナーズに襲われて大怪我を負い、彼に自身がスパイダーマンであると気づかれてしまった。それでもグウェンにコナーズのことは自分の責任だから自分で解決すると誓った。
やがて自身を狙うコナーズがリザードの姿で高校に現れると、3度目の激闘となり、グウェンの助力を得てリザードを地下水道へ撃退させると尾行して、グウェンに解毒剤の用意を頼み、さらにリザードが試験薬とオズコープ社の”ガナーリ装置”を使い、ニューヨークでバイオテロを実行させようしていることを突き止めた。そこからオズコープ社に向かうも、その途中で警官たちに発砲され負傷し、ジョージにマスクを剥がされて正体を知られてしまった。撃たれた怪我で思うように前進できなくなったが、オズコープ社にグウェンがいることを伝えたことでジョージから信用を得られると、先日救出した市民や警察の全面協力で作動した街中のタワークレーンとウェブを合わせた連続スイングで、オズコープ社の屋上に到着。ガナーリ装置を起動させようとするリザードとの決戦に突入し、グウェンの保護を果たしてきたジョージも駆けつけると、グウェンが用意した解毒剤を託され、ガナーリ装置に解毒剤を間一髪で取りつけることに成功。バイオテロを阻止し、ニューヨークの街を守れたものの、オズコープ社から転落してしまった。しかし、人としての姿と心を取り戻したコナーズに救われ、致命傷を負って倒れていたジョージの下に駆け寄ると、「一つ約束してくれ、もう、グウェンには近づくな。」と言われ、彼の最期を看取った。
数日後、ジョージの葬儀に直接参列せずに物陰から見守り、父の訃報を知らせに来たグウェンに「もう会えない」と一度はジョージの遺言通りに彼女との関係を終わらせようとした。しかしメイの励ましや、ベンが遺した留守番電話メッセージに心を打たれると、高校の授業中にグウェンへ「守れない約束もある」と囁き、ジョージの遺言に背いて、グウェンとのこれからの仲を築くことを決意する。
『アメイジング・スパイダーマン2』
本作では、グウェンとの関係とジョージとの約束から来るジレンマや、新たなヴィランであるマックス・ディロン/エレクトロとハリー・オズボーン/グリーン・ゴブリンとの衝突が描写されるが、その末に深い傷心を負うことなる。
リザードとの激闘から2年後、ピーターはスーツ、マスク、ウェブ・シューターを改良し、新たな姿のスパイダーマンとして街の悪党を退治する日々をおくりながら、無事に高校卒業も果たし、グウェンとは卒業式での彼女によるスピーチ中に壇上で熱いキスを交わすほど親密な仲となっていたが、グウェンの家族との食事会の直前でジョージの遺言と幻が脳裏に浮かんでレストランに入ることを躊躇い、これに気付いたグウェンに別れを切り出され、両者の交際は終わってしまった。自警活動中にそのことが頭から離れない中、ニューヨークに帰郷した幼馴染のハリーや、卒業直前にシツェビッチの暴動から救った後にエレクトロと化したマックスと再会。タイムズスクエアで猛威を振るいながらも必死に助けを求めるマックスに対しては、彼が憧れるヒーローとして歩み寄ろうとしたが、制止を無視した警官の狙撃や、誹謗中傷をする周囲の野次馬たちの様子から勘違いした彼に敵視されてしまい、やむを得ず居合わせた消防士たちの協力を得て反撃し、辛勝した。
一方ハリーからは、彼が亡き父、ノーマン・オズボーンと同じ病気にかかり、余命もわずかであることから自然治癒能力を有するスパイダーマンの血液の提供を嘆願され、同日の夜にスパイダーマンとしてハリーの前に現れると、危険性が極めて高いという理由で彼の依頼を拒んだ。さらに父の遺品調査中にメイからリチャードの悪い噂を聞かされ、取り乱してしまう。しかし、自分の部屋でリチャードの遺品であるコインを見つけて、グランド・セントラル駅地下に隠されていたプラットホームに辿り着くと、廃車内に構えられた父のラボを発見。そこのPCの映像に映るリチャードの発言から、オズコープ社の裏の目的が生物兵器の開発で、自分の両親はそれが原因で暗殺されたこと、そしてかつて自分を噛んだクモの秘密を知った。
そしてグウェンから、彼女が今もピーターを愛しており、オックスフォード大学に合格したためイギリスに出国することになったと留守電で知ると、空港へ向かうグウェンを追い、ブルックリン橋に「I LOVE YOU」の文字型のウェブを張って、彼女に会うことに成功。「自分は今でもグウェンを愛している。一緒にイギリスに行く」と伝えた。
しかしスパイダーマンへの復讐心とハリーの手引きで刑務所から脱獄したエレクトロがニューヨーク中を停電させ、彼がいる発電所に向かうと激戦となり、より強力となったエレクトロに苦戦しつつも、グウェンの助力も得て相手に過電流を一気に流しこみ、打倒した。だがその直後、グリーン・ゴブリンとなったハリーが現れてグウェンを攫ってしまう。追いかけた先の時計台で激戦となり、ハリーによってグウェンは時計台内部に突き落とされ、伸ばしたウェブでグウェンを繋ぎ止めたが、そのウェブが切れてしまい、再び落下した彼女を救おうとしたウェブを伸ばすも、それが届いた瞬間にグウェンは地面に強く打ち付けられて命を落とした。ハリーは戦闘中にダメージを受けて気絶し、そのまま警察に逮捕されたが、グウェンを救う事は出来なかったのだ。そしてグウェンの葬儀後、愛する人を亡くした絶望から自警活動をやめてしまう。
だが5ヶ月後、メイの言葉を受けて卒業式におけるグウェンのスピーチ動画を視聴すると、スパイダーマンとして再びニューヨークの街を守ることを決意。街中でロボットスーツを身に着けて暴れるシツェビッチ/ライノに立ちはだかったスパイダーマンコスの男児の下に駆け付けてお礼を伝え、シツェビッチと対峙し、彼に反撃するカットで物語は終了する。
『スパイダーマン:ノー・ウェイ・ホーム』
本作ではグウェンを失い、ヒーローとして再起して以降の彼が、アース616に転移する形で物語後半から登場。シツェビッチとの戦いの後、グウェンの死から完全に立ち直れず、その悲しみから自警活動において冷酷に人を殴り続けるなど「親愛なる隣人」としての正気を失って情け容赦が無いヒーローとなってしまった過ちや、自分の大ファンであったマックスを結果的に倒してしまったことに対する後悔を打ち明ける傍らで、ピーター1とミシェル・ジョーンズ（MJ）の仲を自分のことのように嬉しく思ったり、他のピーターとの自警活動の話題で盛り上がるなど、抑揚が激しい姿も複数見せる。
“カフカルの魔法陣”の影響でアース616のニューヨークの路地裏にいたところ、突如開かれたゲートウェイを通り抜けてMJやネッド・リーズと出会い、別の並行世界のピーター/スパイダーマンであることを証明して、その直後にピーター2とも出会うと、自分たちのピーターに会いたいと願うMJたちに「彼が行きそうな場所は？」と助言して“ミッドタウン高校”の屋上に赴いてピーター1とも邂逅。メイ・パーカーを失って失意の底にいたピーター1に、ベンやグウェンと死別したことについて話し、「君には僕のようになってほしくない」と思いやって、彼を再び立ち上がらせた。
スーパーヴィラン一同を治療するための薬品やデバイスの開発では、以前コナーズを治療した経験から彼の解毒剤の精製に志願し、ピーター2と身の上話を交わしながら完成させることに成功。そして自由の女神像に赴き、ほかのピーターたちとの触れ合いの後、現れたヴィラン一同との決戦に突入すると、最初はチーム戦に不慣れなことから連携ミスをしてしまったが、ピーター1の言葉で改めて団結。組みついてきたコナーズに対して挨拶したほか、オットー・オクタビアス/ドクター・オクトパスによって力と戦意を喪失したマックスと和解して「君は凡人なんかじゃ無い」と励まし、ノーマン・オズボーン/グリーン・ゴブリンの急襲の余波で自由の女神から転落したMJを、紙一重で救えなかったピーター1の代わりに身を挺して飛び降りて救出する活躍も見せ、ゴブリンと死闘を繰り広げるピーター1にゴブリン用の血清を投げ渡してゴブリンをノーマンの人格に戻すことにも貢献した。
そしてスティーヴン・ストレンジ/ドクター・ストレンジが、崩壊してしまった時間と空間の境界の修復のためにカフカルの魔法陣を再発動し始めると、今回出会って共闘できたことをほかのピーターたちと喜び、別れを告げ合って、カフカルの魔法陣の効果で元の世界に帰還する。

### MCU版
マーベル・シネマティック・ユニバース（MCU）では、トム・ホランドが演じる。日本語吹替は榎木淳弥が担当。
本項は、“アース616”（正史の宇宙）におけるピーター/スパイダーマンを主軸に表記する。

#### キャラクター像（MCU版）
“アース616”のピーター・パーカー/スパイダーマン。“ミッドタウン高校”に通い、ニューヨーク・クイーンズのアパートで伯母のメイ・パーカーと同居している少年。
一見すると目立たず、時にはやや頼りないところも見せるため、他者から見下されることもあるが、好奇心旺盛かつおしゃべり好きで天真爛漫なお調子者であり、正義感も人一倍強い。戦闘中も無駄口が多く、敵味方双方から呆れられる場面もある。『スター・ウォーズ』をはじめとするSF映画やニューヨーク・メッツのファンである。そのため、まだ未成年であることも手伝って他のスーパーヒーローたち以上に人生経験が浅く、年相応に短慮かつ精神的にも未熟であり幼稚な振る舞いが目立つ。憧れのトニー・スターク/アイアンマンからは期待を寄せられると同時に「坊や」と呼ばれることも少なくない。
トニーと出会う前から、自らの特殊能力と自作のウェブ（クモ糸）を射出する“ウェブ・シューター”と正体を隠すための“ホームメイド・スーツ”を用いてクイーンズの困った人を助ける“親愛なる隣人 スパイダーマン”として自警活動をしていた。活動中も市民への軽快な挨拶や道案内などを忘れない肩書き通りの親しみ易さも持ち、そして徐々にではあるが、さまざまな経験を通して真のスーパーヒーローへと成長していく。

#### 変異体
ピーター・パーカー / スパイダーマン（アース89521）
声 - ハドソン・テームズ
日本語吹替 - 榎木淳弥
“アース89521”におけるピーター/スパイダーマン。正史のピーターと同様のキャラクターとして描写される。
ピーター・パーカー / スパイダーマン（アース96283）
“アース96283”におけるピーター・パーカー/スパイダーマン。
ピーター・パーカー / スパイダーマン（アース120703）
“アース120703”におけるピーター・パーカー/スパイダーマン。

#### 能力（MCU版）
劇中で詳細は語られないが、放射能を浴びた特殊なクモに噛まれた影響から、常人の何倍もの耐久力や怪力と俊敏性、壁を自由によじ登り、天井を這って移動できるほどの吸着能力など、クモと同等の能力を有しており、ウェブ・シューターを合わせたトリッキーな戦闘スタイルで戦う。また、頭脳面でも、講師の唐突な質問にも完璧に答えることができ、全米学力コンテストチームのエースとしても期待されているほど元来の学力は非常に優秀で、メイの影響でイタリア語も堪能であり、科学や数学といった理学各種や、映画を中心としたサブカルチャーの造詣が深く、ウェブ・シューターを含む自身の装備の開発から独創的な作戦の考案まで、ヒーローとしての活動においても培ってきた知識を最大限に活かして戦っている。
スパイダー・センス（Spider-Sense）
迫りくる危険を察知する超感覚。具体的にどのような危険が発生するのかまではわからず、この感覚は常時鋭くなっている訳ではないが、ピーターは体毛の逆立ちと共に何かしらの危険の訪れを察知する。メイやハッピー・ホーガンはこの感覚を「ピーター・ムズムズ（Peter Tingle）」と呼んでいる。
劇中ではこの感覚でニューヨーク上空に飛来した“Qシップ”や、ロンドンでの戦いにおけるクエンティン・ベック/ミステリオの不意打ち、自身に協力していたノーマン・オズボーンのグリーン・ゴブリン化などを察知している。また、この力はピーターの肉体に直接付随する力であるらしく、スティーブン・ストレンジ/ドクター・ストレンジの“アストラル投射”で“アストラル体”と肉体が分離した状態でも、肉体の方が独自に動いてストレンジに抵抗している。

#### ツール（MCU版）
スパイダーマン・スーツ（Spider-Man Suit）
ピーター・パーカー/スパイダーマンが着用する、クモの意匠をイメージしたスーツ。
ハイテク・スーツ（High-tech Suit）
ピーターの意見や能力を参考に、トニーが数百万ドルと最先端テクノロジーを注ぎ込んで開発した、高性能スパイダーマン・スーツ。赤と青のツートンカラーを基調に、黒いウェブ模様が施されている。引っかかりを最小限に抑える滑らかな素材でできており、マスクのアイピースは、刺激物をフィルターにかける他、表情筋を反映させて絞る機能や青いディスプレイも表示される。その他、着用時に胸部を軽く叩くことでスーツのサイズを着用者の身体に合わせて調整する自動フィット機能や、スーツ着用者の位置をトニーへ知らせるGPS、着用者の体温保持と濡れたスーツ本体を自動乾燥させるためのヒーター、背部のスパイダーマークからの降下用パラシュート放出機能などが備わっている。
これに加えて、トニーによって施されていた機能制限プログラム“補助輪モード（Training Wheels Protocol）”を外すとサポートAIの“カレン”が起動する。それと同時に、スパイダー・ドローンの操作、右腕に搭載された敵の居場所を追跡・盗聴できるクモ型のGPS追跡装置（Spider-Tracer）、強化戦闘モード（Enhanced Combat Mode）、スーツ装着中に撮影した全映像の再生機能、視点に捉えた対象のX線スキャン、両脇の下からムササビのように展開することで、短時間滑空と落下中の方向転換を可能とする“ウェブ・ウィング（Web Wings）”、尋問用のボイスチェンジャー、ウェブ・シューターの各発射機能を練習するためのトレーニングコースまで、“アイアンマン・アーマー”に比肩するほどの、より多数の機能が使用可能となる。
ライプツィヒ・ハレ空港での戦いでは、トニーからの貸与という形で提供されたが、その際の成果から正式に譲り受けた。以降ピーターはこのスーツを着用して自警活動を行うものの、フェリーで一般市民を巻き込む事故を起こしたことでトニーに一時没収されてしまった。だが、ピーターは独力でエイドリアン・トゥームス/バルチャーに勝利したことを認められたことにより、再びこのスーツを託されて自警活動を再開する。
ピーターはニューヨークに現れた“ブラック・オーダー”との戦いでも着用し、科学史ツアーの事前準備時には、このスーツを敢えて自室に残したが、彼を心配したメイがピーターの鞄へメモ書きと共に忍ばせ、後に邂逅したニック・フューリー（擬態）のチームに赴く際にも着用した。その後ピーターが、後述のステルス・スーツやアップグレード・スーツを着用し、ニューヨークへの帰郷時にも持参していなかった様子であるため、このスーツの現状は不明。
アース89521におけるピーターもこのスーツを着用して活躍する。
アップグレード・スーツ（Upgraded Suit）
ハイテク・スーツを参考に、ピーター自身が新開発したスーツ。ロンドンでのベック/ミステリオとの決戦に向けて新たに作成した。
基本的な意匠はハイテク・スーツと共通であるが、カラーリングは赤と黒のツートンカラーに変更されている他、パラシュートを放出する背中のスパイダーマークが胸のスパイダーマークと共通のデザインかつ白色となった。機能面では、ウェブ・シューターがピーター自身の発明により最小化され、スーツ内蔵式となり、ウェブ・カートリッジも省略されている。また、ベックが駆使するドローン対策としてテイザー・ウェブの電圧が引き上げられている。その一方で、サポートAIやスパイダー・ドローンなどの機能は簡略化されており、ピーターは全ての機能をマニュアル操作で使用している。
前述のとおり、ベックとの決戦の際に着用し、激戦で所々が破損したが、事後には完全に修復され、ミシェル・ジョーンズ（MJ）とのデートの際に再着用する。
スパイダーマンの正体が世間にバレてしまった際、ミステリオを崇拝するファンによってぶつけられたカラーボールの塗料が胸元に付着したことで後述のとおり、裏返してブラック&ゴールド・スーツを使用するが、その後メイに洗濯してもらったことで再着用する。
ブラック&ゴールド・スーツ（Black and Gold Suit）
ミステリオを崇拝するファンによってぶつけられたカラーボールの塗料が付着して使用不可となったアップグレード・スーツを裏返しにして使用したスーツで、アップグレード・スーツの裏地となっている黒をベースにスーツの基板回路となっている金色のステッチが施されている。また、MJとネッド・リーズとビデオ通話をするために、胸元にはピーターのスマートフォンがガムテープで固定されている。
送電施設でマックス・ディロン/エレクトロとフリント・マルコ/サンドマンを捕獲する際に着用し、マックスとの戦闘で固定していたスマートフォンを落としてしまったことで、液晶のガラス面が割れてしまった他、電気を帯びたことでステッチの一部が縮れてしまったが、マックスとフリントの捕獲に成功する。
インテグレート・スーツ（Integrated Suit）
ハッピーの自宅でDr.オクトパスを治療後、彼から返却されたナノマシンをアップグレード・スーツに取り込んだスーツ。アイアン・スパイダー・スーツの蜘蛛の意匠が金色になっている。アイアン・スパイダー・スーツより耐久性は劣るものの、アイアン・スパイダー・スーツとアップグレード・スーツ双方の機能を持っている。自由の女神像の戦いにて使用。
ゲームの「Marvel's Spider-Man」ではハイブリッドスーツという名称で登場している。
ホームメイド・スーツ（Homemade Suit）
トニーに出会う以前に、ピーターが自警活動のために自ら作り、着用していたコスチューム。市販の布製の水色のジャージや、赤いフード付きスリーブレスパーカーとブーツ、オープンフィンガーグローブ、ゴーグル付きマスクを簡単に組み合わせて作ったものである。ゴーグルにシャッター機能があるが、これと後述のウェブ・シューターを除くと他の特殊機能はなく、正体を隠すためのものという趣きが強いコスチュームである。
ピーターはトニーと出会う前までは自室の天井裏に折り畳んで収納し、ハイテク・スーツを得てからはミッドタウン高校のロッカーの下に隠したままとなっていたが、トゥームスの悪行の阻止に向かう際にピーターは、没収されたハイテク・スーツの代わりに着用する。
以後の活動では着用していないものの、ベックの罠に嵌ってしまった際には、相手の仮想空間でこのコスチューム姿となっている。
アイアン・スパイダー・スーツ（Iron Spider Armor）
ピーターのアベンジャーズ加入に際してトニーが新たに開発した、“アイテム17（Item 17）”のコードネームを持つスパイダーマン・スーツ。黒、赤、金というやや暗めの配色と胸部に大きめのスパイダーマークが施された、若干筋肉質なデザインである。“アイアンマン・アーマー マーク50”と同じく全身ナノマシンで構成されており、マスク装着も全自動で行う上に、両前腕部にはより強力なウェブ・シューターが備わっており、背中からは4本のクモの足のような“スパイダー・アーム（spider-arms）”やパラシュートを出現させることが可能。このスパイダー・アームは、“即死モード（Instant-Kill Mode）”起動でより強力な攻撃を繰り出す。また、アイアンマンのサポートAIである“F.R.I.D.A.Y.”ともリンクしているため、トニーの指示でスーツの機能を自在に操作することもできる。さらに、小型の充電用ポッドに収めて電気によるエネルギーチャージも可能。さらに、独自のサポートAIや左前腕の高性能デバイスも搭載されており、スタークネットワークにアクセスさせて、視界に収まった人物の顔認証から、ペアリングした他のマシンのコントロールまでできる。
ピーターのアベンジャーズ加入を認めたトニーが、記念として彼に贈呈しようと“アベンジャーズ・コンパウンド“の格納庫を展開して披露したが、ピーターがアベンジャーズ加入を断ったため、彼の手に渡らずに終わる。
それから2年後に、エボニー・マウのQシップに引きずり込まれたことによって宇宙空間で呼吸困難に陥ったピーターを救うべく、トニーがF.R.I.D.A.Y.に命じアベンジャーズ・コンパウンドから射出、装着させた。以降ピーターによって、2度にわたるサノスの群勢との戦いで使用される。
後にピーターは、メイのボランティア活動に同席した際にもこのスーツを装着したが、高校の研修旅行の事前準備時には、ハイテク・スーツと同様に自室に敢えて置かれていっている。
アップグレード・スーツに塗料をぶつけられると、ピーターに再び装着され、オットー・オクタビアス/ドクター・オクトパスとの戦いでオクタビアスのアームにナノマシンを一部剥がされて取り込まれてしまったが、そのおかげでピーターの方からアームの操作権限を奪い取ることができたため、オクタビアスの拘束に繋がった。オクタビアスが正気に戻ったことでナノマシンはアップグレード・スーツに移植される形でピーターに返却されたが、残りのナノマシンは“ダメージ・コントロール局”に押収された充電ポッドの中に収納されたままであることから、このスーツは使用不能となる。
ステルス・スーツ（Stealth Suit）
通称“ナイト・モンキー（Night Monkey）”。プラハでスパイダーマン活動をするにあたり、“スパイダーマンであることを隠す”ことを目的としてニック・フューリー（擬態）が手配したスーツ。「ステルス」とあるが、あくまで隠密行動用のものであり、技術的なステルス機能が搭載されているわけではない。
全身黒を基調としており、素材はナターシャ・ロマノフ/ブラック・ウィドウのスーツと似た質感で、胸部アーマーはコンバット・ドローンの銃撃に耐えるほどの強度を有しているが、ウェブ模様やスパイダーマークなどスパイダーマンを思わせる意匠は廃されている。フィンガーレスグローブ、跳ね上げ式シャッター機能付きのゴーグルなどホームメイド・スーツとの共通点も多い。ただしサイズについては、ピーターの身体にきつかった様子であった。
“ナイト・モンキー”との通称は、ネッドがその場を誤魔化すための思いつきで名付けたものであったが、実際にニュース番組などでも使用された。
プラハでの戦いから、ベルリンでベックの罠に嵌った末にオランダの留置場へ流れ着く場面までに着用し、最後はズボンとシューズを除いて留置場の看守に没収され、ピーターもこれを取り戻すことなく留置場を後にしている。
ニュー・レッド&ブルースーツ（New Red & Blue Suit）
自由の女神像の戦いの後にピーターがミシン縫いで自作したスーツ。共闘した並行世界2人のピーター/スパイダーマンが着用したスーツの要素を取り入れており、赤と青がより鮮やかになった色合いやシンプルな意匠で、ハイテク・スーツから続くアイピースのシャッター機能やより小型化されたウェブシューターを備えるが、これがピーターの独自開発品なのか以前のスーツを流用したのかは不明。
ウェブ・シューター（Web-Shooters）
スーツの上から両腕に装備する、自家製のウェブ（クモ糸）発射装置にしてメインウェポン。ピーターは発射したウェブを、相手の拘束や物品の確保、スイングしながらの移動のためのロープ代わりに駆使する。なお、ウェブは発射してから2時間で溶けるとピーターが明言している。
トニー・スターク製
トニーによってハイテク・スーツと共に開発されたウェブ・シューター。面積が小さいアームガードのような形状だが、クモ糸の原液“ウェブ・フリュイド（Web-Fluid）”が入った“ウェブ・カートリッジ（Web-Cartridge）”とウェブの補充装置“カートリッジ・リフィラー（Cartridge Refiller）”を搭載し、高い粘着力と強度を持つウェブを放つ。“スパイダー・シグナル（Spider-Signal）”の投影機能も備えており、その他にも、壁へ射出して貼り付け、特定の範囲内に入ったターゲットへウェブを飛び散らせる“ウェブ・マイン（Web Mine）”や、相手を失神させる程度の電気ショックを流す“テイザー・ウェブ（Taser Web）”、優れた連射性能を誇る“ラピッド・ファイア（Rapid Fire）”、壁に当てると一度だけ跳弾する“リコシェ（Ricochet Web）”、複数の標的を狙い撃つ“スプリット（Splitter Web）”、一発で通常よりも大きなウェブを放つ“グレネード・ウェブ（Web Grenade）”など、576通り以上の多種多様なウェブの発射機能も備わっている。
アース89521におけるピーターも装備する。
ピーター・パーカー製
ピーターがホームメイド・スーツと共に作った、自家製のウェブ・シューター。四角い無骨なブレスレット型で、トニー製のものほど高性能ではないが、申し分無い強度のウェブを放てる。
ピーターのほか、ネッドもこれを使ってハーマン・シュルツ/ショッカー（二代目）を牽制し、ピーターを救う。
マジック・シューター（Magic Enchanted Web-Shooter）
ストレンジの魔術によってアイアン・スパイダーのウェブ・シューターを改造し作成されたウェブ・シューター。魔術に用いられるエルドリッチ・ライトのウェブを一撃放ち命中させることで、命中させた対象を“サンクタム・サンクトラム”の地下牢へと転送させることができる。並行世界から来たヴィラン一同を捕獲するためにストレンジからピーターに託され、ブラック&ゴールド・スーツと共に行使されたが、ピーターがヴィラン一同の処遇を巡ってストレンジと対立した際に、ストレンジに没収される。
スパイダー・ドローン（Spider-Drone）
クモ型の小型偵察ドローン。普段はハイテク・スーツ胸部に黒いスパイダー・マークとして装備されているが、スーツ着用者やカレンの指示でスーツから分離し、地上を跳ね回るほか、ホバリング飛行で行動し、搭載された小型カメラで捉えた映像と情報をスーツの着用者へ送信し、赤外線スキャンと録画機能・検索機能など高性能機能も持つ。
ハイテク・ケース（High-tech Case）
序盤のピーターの自撮りシーンで登場した、トニー製のスパイダーマンの装備各種を収めたツールボックス。ケースには、ユーザーへ装備各種の使用法を理解できるようにアシストするホログラフィック・ディスプレイも備え付けてある。
スパイダーマンの装備各種を安全に携帯・運用するために開発されたが、ピーターはこのケースをその用途に用いることはなかった。
このほかにもピーター/スパイダーマンは、空港での戦いの際にスティーブ・ロジャース/キャプテン・アメリカから彼のトレードマークである“キャプテン・アメリカの盾”を奪って一時的に装備したほか、ヴェネツィアで“水のエレメンタル”と対峙した際には、手元にスパイダーマン・スーツが1着も無かったため、落ちていた仮面を被って挑んだ。ロンドンでの戦いでは、“コンバット・ドローン”の衝撃波砲やアームも奪い取って使用し、更にドローン本体も盾代わりとして利用した。グリーン・ゴブリンとの決戦では、相手の“パンプキン・ボム”を逆利用したり、機能不全となった“ゴブリン・グライダー”も凶器として持ち上げ、振り下ろしている。

#### 各作品での活躍（MCU版）
『シビル・ウォー/キャプテン・アメリカ』
本作からMCU初登場。
物語のおよそ半年前頃からスパイダーマンとして自警活動を行なっており、それらの活躍をネット映像で見てアパートを訪ねてきたトニーからスカウトを受け、ライプツィヒ・ハレ空港での大乱戦に臨んだ。戦いでは、バッキー・バーンズ/ウィンター・ソルジャーとサム・ウィルソン/ファルコンを同時に相手どっても互角以上に渡り合い、スティーブから「根性がある」と評されるほど善戦し、さらにジャイアントマンへと巨大化したスコットの両足を縛り付けるなど大活躍したが、倒れこんで来たスコットの右手に勢い余って激突して疲弊。トニーから帰宅するように促された。
アパートに帰ると、メイに戦いで受けた怪我をごまかしながら、トニーから貰ったウェブ・シューターのスパイダー・シグナル照射を試す。
『スパイダーマン:ホームカミング』
本作では彼の私生活と自警活動双方が描写される。その中で、自身の力を過信している節があることから、活動中に周囲の建造物を次々と壊す、アベンジャーズへの加入を夢見てトニーに認めてもらおうと躍起になる、自警活動に専念する為に学校を中退しようと考えかけるなど、若さから来る欠点が劇中で顕著に描写される。
空港での戦いの成果からハイテク・スーツを貰えたことで大きな自信を付けて上機嫌になり、私生活との両立に奮闘しながらも自警活動を行っていたが、トニーに認められず、彼との一応の連絡役であるハッピーにも相手にされない日々に次第に不満を募らせていく。
そんなある日、ネッドにスパイダーマンであることを知られてしまうと共に、武器密売を行うバルチャーの一味の存在を知り、彼らによるアーロン・デイヴィスとの取引及びダメージ・コントロール局のトラックからの物資強奪を阻止したが、代わりに思いを寄せる上級生のリズ・トゥームスのホームパーティーや、ワシントンD.C.での合宿を途中で抜け出して皆に迷惑をかけることになってしまう。
それにもかかわらず、ワシントン記念塔での事故からネッドやリズたちを救って校内でのスパイダーマンの人気を上げたことで増長してしまい、デイヴィスから得た情報で乗り込んだフェリーで、バルチャーの一味が行っていた取引の現場を抑えるも、功を焦るあまりトニーからの忠告も聞かず、フェリーを真っ二つにしてしまう事故を起こし、トニーに尻拭いをさせて叱責を受ける大失態を犯してしまった。これにより、ハイテク・スーツを没収され、自警活動を一度中止して普通の高校生活を送るも、リズの父親であるエイドリアン・トゥームスがバルチャーであると知り、リズとのホームカミング・パーティーの約束を反故にすることを覚悟でトゥームスに挑むことを決意。ホームメイド・スーツを手にし、ネッドと共に不意打ちしてきたシュルツを捕縛すると、アベンジャーズ・タワーからの物資を強奪しようとするトゥームスと対峙。一味の拠点や飛行中の輸送機双方で危機に陥りながらも、トゥームスを捕らえることに成功した。
後日、パーティーでの出来事と父親の逮捕で傷心のまま転校することになったリズと別れることになるも、ハッピーやトニーから今回の活躍を認められ、アベンジャーズの一員として正式にスカウトされる。だが、ヒーローとしての責任や覚悟に目覚めたことから今まで通りの“親愛なる隣人”として活動を続けていく旨を伝え、一時的に断った。帰宅後、トニーから返上されたハイテク・スーツに身を包んだところをメイに目撃されてしまう。
『アベンジャーズ/インフィニティ・ウォー』
本作では、高校の課外授業中にスパイダー・センスで危機を感知して、ニューヨーク市内で戦っていたトニーとストレンジの元へ駆けつけて参戦。トニーの指示を受けてマウに捕まったストレンジを救おうとするも、Qシップに引きずり込まれてしまい、トニーに助けられて帰宅するよう促されるが、自身の戦う決意を表明して、参戦を許可される。
『エイリアン2』を見て得た知識を取り入れた戦法でマウを倒し、ストレンジ救出にも繋げるとトニーに評価され、正式にアベンジャーズ入りを認められる。辿り着いた惑星“タイタン”で、最初に遭遇した“ガーディアンズ・オブ・ギャラクシー”と交戦するも、サノス打倒のために手を組み、タイタンに現れたサノスとの戦いにおいても、周囲と連携をとりながら相手を翻弄する。しかし、“インフィニティ・ストーン”を複数持つサノスには及ばず、気絶したドラックスとマンティスを相手の猛攻から救いながら立ち回るも、サノスが地球で引き起こした“デシメーション”により、トニーに抱かれながら塵と化して消滅してしまう。
『アベンジャーズ/エンドゲーム』
本作ではデシメーションから5年もの間消滅したままだったが、アベンジャーズの尽力により復活し、クライマックスにおける2014年からタイムトラベルしてきたサノスの群勢との最終決戦の際に、タイタンと繋がったゲートウェイからストレンジやガーディアンズと共に戦地となったアベンジャーズ・コンパウンド跡地に登場。スティーブの号令で大乱闘に突入すると、トニーとの再会を果たし、ティ・チャラ/ブラックパンサーから渡された“ナノ・ガントレット”をスティーブやヴァルキリー（ブリュンヒルデ）、ペッパー・ポッツ/レスキューの助力を得ながら“量子トンネル”に向かって運び、遅れて駆け付けたキャロル・ダンヴァース/キャプテン・マーベルにガントレットを託した。
トニーによってサノスの群勢が消滅し、戦いが終わると、瀕死のトニーに駆け寄って「スタークさん勝ったよ、あなたが勝ったんです」と声を掛けるも、応えることができなかったトニーの最期を看取ることになり、後日にはミッドタウン高校にてネッドとの再会を喜び、トニーの葬儀にメイと共に参列する。
『スパイダーマン:ファー・フロム・ホーム』
サノスの群勢との決戦から8ヶ月後の本作では、トニーを失った悲しみから抜け出せずに彼を恋しがる様子を数回見せる一方、普段の高校生活の方では「自警活動の夏休みとして科学史ツアーを楽しみたい」 と、これまでとは対照的な考えを持つようになり、その最中、想いを寄せるようにもなったMJとの恋模様や、ベック/ミステリオによる騒動に直面し、一人の若者としてもヒーローとしてもまた一歩成長していく。
物語冒頭で、メイのボランティア活動にスパイダーマンとして参加し、その際に受けたマスコミからのインタビューで、人々に崇拝されるほどの存在となったトニー/アイアンマンの意志を継ぐのかどうかと問われて困惑するも、MJやネッドたちとツアーへ出かける。しかし、行きの飛行機内からヨーロッパ各地までスクールメイトのブラッド・デイヴィスの介入もあってMJと真っ当に触れ合えず、自分たちのチームへの協力を依頼してきたフューリー（擬態）に、トニーに認められた者という理由で譲渡された高性能AI“E.D.I.T.H.”の誤操作でデイヴィスを射殺しかけて叱責されるなど、自分の都合ばかり優先したことで失態を繰り返してしまう。その挙げ句に騙されたとは言え、ヴェネツィアやプラハで“エレメンタルズ”に対して共闘したベックに惹かれ、ヒーローとしての不甲斐無さを痛感した心境を打ち明けて、トニーの自身に対する意思を曲解し、彼にE.D.I.T.H.を譲渡してしまう。
その後漸くMJと2人きりで歩けた時に、彼女にスパイダーマンの正体であることを確信されると共に、“火のエレメンタル”から落ちたホログラムのプロジェクターを拾ったことを知らされて、ベックがペテンであることに気付き、それをフューリー（擬態）に伝えようとベルリンに向かった。だが、ベックのドローンとホログラムを使った罠に嵌まり、プロジェクター奪還に加え、MJとネッドにミステリオの素性を話したと白状するよう誘導され、列車に撥ねられてオランダに流れ着いてしまった。
目覚めた留置場を脱出するとハッピーへ連絡し、ジェット機で駆け付けた彼に弱音を吐露するが、ハッピーから励ましを受けて奮起し、友達を救いベックを倒す決意を固めた。ジェット機内で完成させたアップグレード・スーツに身を包むと、到着したロンドン上空からハッピーのサポートを受けてベックに感知されることなく降下し、“合体エレメンタルズ”に擬装していたドローン群に戦いを挑んだ。ベックが操るドローン群と激闘を繰り広げ、遂にベック本人と対峙。相手のホログラムや残ったドローンの総攻撃と不意打ちを凌いで戦いを制するとE.D.I.T.H.を奪還し、全ドローンを撤退させた。そして捨て台詞を遺したベックの最期を見届けると、難を逃れて駆け付けたMJと再会。彼女にプレゼントしようとしていたブラックダリアのネックレスが割れてしまっていたことに落ち込むが、互いに不器用なやりとりをしながらキスを交わし、晴れてカップルとなった。
アメリカに帰国し、旅行で仲睦まじくしていたネッドとベティ・ブラントがあっさり別れたことや、メイとハッピーの噛み合わない関係に呆れるも、自身はスーツ姿でMJと2人でニューヨーク市街を豪快なスイングするデートを楽しむ。だが一区切りついたところで街頭スクリーンにベックの同胞らによる捏造映像が放送され、そこに映った今際の際のベックがスパイダーマンの正体を公開したことにパニックになりかける。
『ホワット・イフ...?』シーズン1第5話
アース89521におけるピーターが登場。“ゾンビ・アポカリプス”が発生した地球のアメリカで、ゾンビ化を免れたヒーローたちの一員としてゾンビらに立ち向かう。
『スパイダーマン:ノー・ウェイ・ホーム』
本作においては、スパイダーマンの正体が公となったことが遠因となって物語本筋の騒動のきっかけを生んでしまい、そこからこれまで以上に心身共に傷付いていくだけでなく、グリーン・ゴブリンと対峙した際には後述の理由から「八つ裂きにしてやりたい」と口にするほどの強い復讐心と明確な殺意をもって猛攻をしかける姿も見せ、最終的に後には戻れないといっても過言でないほどの決断に迫られることになる。また、本作で共演する他のピーター / スパイダーマンとの区別と意思の伝達のため、ピーター1の愛称でも呼ばれるようになる。
スパイダーマンの正体を公開するニュース映像が放送された8番街の群衆からMJと共にスイングで跳び去るが、ロンドン襲撃とベック殺害容疑がかかってしまったことから取材ヘリ群による撮影やミステリオの信奉者らの批判の的となってしまい、ダメージ・コントロール局に連行・尋問されただけでなく、ピーターの協力者と見なされたMJやネッド、メイやハッピーもそのとばっちりを受けることになってしまった。マット・マードックの弁護でベック殺害容疑は晴れて不起訴となったものの、いざ学校へ登校すると押し寄せていた野次馬や、校内の教師陣と生徒たちまでから支持と非難両方の面で注目されてしまい、民衆からのバッシングも止まないことからハッピーのコンドミニアムにメイと居候をはじめたが、MJやネッドと共に受験したMITなどの全ての大学を不合格とされてしまった。
そこでサンクタム・サンクトラムへ出かけ、かつて共闘したストレンジに「スパイダーマンの正体を知られた事実を無かったことにできませんか？」と相談し、彼からの同情心を受けて“カフカルの魔法陣”を発動してもらうが、その最中にストレンジへ何度も注文の口出しをして妨害したことから呪文を失敗させてしまい、MITの再受験を直接相談しようともしないで安易にストレンジを頼ったと彼から叱責され、追い出された。しかしその叱責とフラッシュからの提案を元に、MIT副総長補佐との直談判に向かったところ、突如現れたオクタビアス/ドクター・オクトパスと遭遇。彼を激戦の末に捕縛してMIT副総長補佐を救った後にグリーン・ゴブリンの襲撃も受けるものの、ストレンジによってサンクタム・サンクトラムの地下に転移させられて、呪文の失敗で並行世界からスパイダーマンの正体を知るスーパーヴィランがこのアース616に複数現れたため、事態の収拾としてそれらを捕縛するように指示された。
そしてMJやネッドの協力を受け、赴いた軍事研究施設でマックス/エレクトロに出会し、直後に現れたフリント/サンドマンの加勢でマックスを一度鎮静させると彼らを地下牢に転移させ、メイに保護されたノーマン/ゴブリンも案内させると、既に捕縛されていたカート・コナーズ/リザードも合わせて5名のスーパーヴィランを一堂に会させた。だがメイの激励とスーパーヴィラン一同の問題を受けて彼らを助けることを決めかけていたことから、マルチバースの均衡を保つ目的で彼らをそのまま元の世界に戻そうとしたストレンジと対立し、“マッキナ・ディ・カダヴァス”の争奪戦となってストレンジの魔術に翻弄されるも、意表を突いて彼を拘束して“ミラー次元”に放逐。ストレンジから取り上げたマッキナ・ディ・カダヴァスとスリング・リングをMJとネッドに託し、治療して救うと決めたスーパーヴィラン一同をメイと共にコンドミニアムへ案内した。オクタビアスを元来の人物に戻すことに成功したが、ノーマンの肉体を乗っ取っていたゴブリンに煽られたオクタビアス以外のスーパーヴィランが逃亡したため彼らの治療に失敗。ゴブリンと激しい肉弾戦となるも、コナーズの不意打ちも手伝って追い込まれてしまい、さらにメイを手にかけられ、彼女の最期を看取る結果となった。さらに、この一件を取り上げたデイリー・ビューグルの街頭ニュースが追い打ちとなって失意に沈んてしまう。
そんな精神状態のまま高校の屋上にいたところに駆けつけたMJとネッドに支えられ、並行世界から転移してきた2人のピーター/スパイダーマンを紹介されると、スーパーヴィラン一同の救済を諦めていたことからマッキナ・ディ・カダヴァスを使って2人のピーターとヴィラン一同を元の世界に戻そうとしたがMJから反対され、2人のピーターの境遇とスーパーヴィラン一同を救いたいという強い思いを知ると、彼らと力を合わせてもう一度、スーパーヴィラン一同を救うと決意。高校の化学室で治療用デバイスと薬品を皆の協力で完成させると、テレビ通話でデイリー・ビューグルのニュースを介してスーパーヴィラン一同に自由の女神像へ誘き出そうと呼びかけた。女神像でほかのピーターたちとの触れ合いの後、現れたマックス、コナーズ、フリントとの決戦に突入し、ピーター2とピーター3がチーム戦に不慣れなことから連携ミスをしてしまったが、彼らに「ムズムズを信じて連携しよう」と呼びかけるほどのリーダーシップを見せ、改めて団結し合って勇躍するとコナーズを元の姿と人格に戻すことに成功した。
やがてフリントとマックスも治療され、ネッドによってストレンジがミラー次元から帰還したところにゴブリンの急襲を受け、その余波で転落したMJの救出に失敗してしまうが、彼女はピーター3に救われた。そしてゴブリンとの激しい死闘に突入し、相手の挑発に平静を失って追い詰めた末に自らの手でとどめを刺そうとしたが、ピーター2の介入とピーター3のサポートでそれを阻止されると共に、ゴブリン用の血清をゴブリンに投与してノーマンに戻した。さらに再び崩壊・侵蝕しはじめた時間と空間の境界を修復するためストレンジに「世界中の人々からピーター自身に関する記憶」を消すよう頼み、了承した彼の心遣いを受けて、共闘してくれたピーター2とピーター3に感謝の言葉と別れを告げ、MJとネッドには皆から自分に関する記憶が全て失われると伝えつつ忘れても必ずまた見つけると涙ながらに約束し合い、ストレンジの魔術の成功と共に2人の元から跳び去った。
数週間後のクリスマスシーズン、約束通りにMJがアルバイトするドーナツ店で彼女に再会し、居合わせたネッドにも自身を思い出して貰おうとしたが、MJの怪我に貼られた絆創膏を見て「今はまだ思い出さない方がいい」と考えなおし、ドーナツ店を退店した。次にメイの墓標を訪ね、自身を忘れたハッピーと共に彼女を偲び、「初対面の者同士」として言葉を交わして立ち去った。そして、新しく借りた古びたアパートの一室で一人暮らしをはじめ、高卒資格取得を目指しつつ再びスパイダーマンとして自警活動を再開する。
ソニーズ・スパイダーマン・ユニバース作品の『ヴェノム:レット・ゼア・ビー・カーネイジ』にもポストクレジットシーンに登場。エディとヴェノムの転移先の部屋のテレビにて放送していたデイリー・ビューグルのニュース内の映像に映っていた。

## アニメ映画
- スパイダーマン:スパイダーバース（Spider-Man: Into the Spider-Verse、2019年）
- スパイダーマン:アクロス・ザ・スパイダーバース(Spider-Man: Across the Spider-Verse、2023年）
- スパイダーマン:ビヨンド・ザ・スパイダーバース(Spider-Man: Beyond the Spider-Verse、2027年)

## テレビ
- The Amazing Spider-Man（1977年 - 1979年、米CBS）

製作は実写映画シリーズと同じColumbia Pictures。1977年から1979年にかけてアメリカで放映された。全15話。
ヴィランを含む主要キャラがほとんど登場しないなど原作とは大幅な改変が行われている。日本では枠の長い3作がビデオ発売され、第1作は劇場公開もされた。主演はニコラス・ハモンド（吹：大塚芳忠）。
- スパイダーマン（1978年 - 1979年）

東映がマーベル・コミックのキャラクターを借りて日本向けに完全新作として制作した特撮テレビドラマシリーズ。1978年5月17日から1979年3月14日にかけて東京12チャンネル（後のテレビ東京）で放送され、1978年7月22日には劇場版も公開された。巨大変形ロボット「レオパルドン」も登場する。
2005年12月9日にはDVD-BOXが発売され、2009年3月5日から2013年までマーベル・コミック公式サイトにて無料配信されていた。

## アニメ
- スパイダーマン（Spider-Man）（1967年 - 1970年）
  - アメリカではグラントレーが製作したが倒産してシーズン2以降はラルフ・バクシが担当。日本でも1974年から1991年まで地上波で放送された。衛星放送および全国のケーブルテレビでは未放送[要説明]。
- スパイダーマン（Spider-Man）（1981年）
  - 日本では未放送。
- スパイダーマン&アメイジング・フレンズ（Spider-Man and His Amazing Friends）（1981年 - 1983年）
  - 日本では1991年にビデオが発売され、2005年12月5日にトゥーン・ディズニーで放送。これはスパイダーマンが、アイスマン、ファイアスターと共にスパイダーフレンズというチームを組んでヴィランと戦うというお話。
- スパイダーマン（Spider-Man: the Animated Series）（1994年 - 1998年）
  - 日本では2004年7月5日から8月25日までカートゥーン ネットワークで放送、後からこの作品以降ディズニーXDで放送した（2003年版を除く）。
- スパイダーマン・アンリミテッド（Spider-Man Unlimited）（1999年 - 2001年）

日本では2005年12月3日からトゥーン・ディズニーで放送。これはカウンターアースに閉じ込められたジョンを救い出すというお話だが、未完に終わっている。
- スパイダーマン 新アニメシリーズ（Spider-Man: The New Animated Series）（2003年）
  - 日本では日本テレビで放送、TOKYO MXでも放送された。AXNとアニマックスでも放送されたことがある。平成では初めて本放送されたスパイダーマン・アニメシリーズとも呼ばれる。
- スペクタキュラー・スパイダーマン（The Spectacular Spider-Man）（2008年 - 2009年）

日本ではディズニーXDで放送。声優は猪野学が続投したが、キャストは一部変更。
- アルティメット・スパイダーマン（Ultimate Spider-Man）（2012年 - 2017年）
  - アメリカ合衆国のディズニーXDと同時にテレビ東京系列で放送した。6局ネットでは初めてのアニメシリーズ。（日本のディズニーXDは遅れ放送）
- マーベル スパイダーマン（2017年 - ）
  - 日本のDlifeで日本最速放送していたが閉局し、ディズニーXDは遅れて放送されていたが、その後はディズニー・チャンネルで放送されている。
- LEGO マーベル スパイダーマン/ヴェノムの野望（Lego Marvel Spider-Man: Vexed by Venom）（2019年 - ）
  - 日本ではディズニーデラックスで2020年3月29日から配信されていたが、その後はディズニープラスで配信されていた。
- スパイディとすごいなかまたち（Marvel's Spidey and His Amazing Friends）（2021年 - ）
  - 日本ではディズニー・チャンネルとディズニージュニアで放送されている。この番組は子供になったスパイダーマンたちを描いた作品[36]
- スパイダーマン:フレンドリー・ネイバーフッド（2025年 - ）
  - 2025年1月29日からDisney+で配信されている。

### ミニアニメ
- マーベル おしえて!スパイダーマン（Marvel Super Hero Adventures）（2017年 - ）
  - 日本では2018年5月7日からディズニーXD、同年7月30日からDlifeで放送されていたが、2021年2月からはディズニー・チャンネルで放送されている。
  - 日本では2021年8月1日よりディズニー・チャンネルで放送されている[36]。後にディズニージュニアでも放送されている。

## ゲーム
- スパイダーマン MD（1991年10月18日）

セガから発売された。天井や壁に張り付くことができる。ただし、張り付いている間、プレイヤーはボタンを押し続けている必要がある（ボタンから指を離すと、スパイダーマンも地面に降りる）。
最高の難易度である「ナイトメア」に設定すると、常にヴェノムが登場し、邪魔をしてくる。ヴェノムのHPは高く、強敵である。
悪く言えば単調なゲーム性であるが、それでも良く言えば原作の再現度が高いオーソドックスなアクションゲームであり、スパイダーマンの正体がカメラマンであることから着想を得たミニゲーム要素もあってゲームとしての評価は決して低くはない。
- スパイダーマン ザ ビデオゲーム セガ・システム32（1991年）

スパイダーマンの他に操作キャラクターとしてサブマリナー、ブラックキャット、ホークアイが用意されており、4人までの同時プレイが可能。
通常のベルトスクロールアクションゲームと同じように操作キャラクターが大きく表示されるモードと操作キャラクターが縮小して表示され広い画面内を動き回るモードが、シーンによって切り替わるという特色がある。
- スパイダーマン リーサルフォーズ SFC（1995年3月17日）

エポックから発売された。壁をよじ登ったり、天井に張り付いたり、ウェブにぶら下がって高速移動したりできる。ウェブを飛ばして攻撃することもできる。
- MAXIMUM CARNAGE スパイダーマン＆ベノム カーネイジの逆襲 MD（1995年5月26日）

アクレイムジャパンから発売された。スパイダーマンとヴェノムを操作してカーネイジを倒すベルトスクロールアクションである。難易度はかなり高い。
- スパイダーマン PS（2001年4月26日）、廉価版 PS（2002年10月31日）

サクセスから発売されたTPS視点のアクションアドベンチャーゲーム。廉価版も『SuperLite 1500シリーズ SPIDER-MAN』というタイトルで発売。
- スパイダーマン GBC（2001年4月27日）

サクセスから発売された。多少の変更はあるものの、上記PS版と本筋は変わらない。
- スパイダーマン ミステリオの脅威 GBA（2002年4月26日）

サクセスから発売された。複数のヴィランを従えたミステリオとの対決を描いている。
- スパイダーマン2 エンターエレクトロ PS（2002年10月31日）

サクセスから発売された。2001年4月26日発売のスパイダーマン（PS）の続編。複数のヴィランを従えたエレクトロとの対決を描いている。
- SPIDER-MAN PS2・GC・Xbox（2003年2月13日）

カプコンより発売された映画版を基にした作品。映画には登場しないヴィランも登場する。
- スパイダーマン2 PS2（2004年9月30日）、DS（2005年1月6日）、PSP（2006年10月31日）

タイトーより発売された映画版を基にした作品。映画には登場しないヴィランも登場する。
- アルティメット スパイダーマン DS（2006年5月25日）、GC（2006年6月29日）、PS2（2006年8月24日）

タイトーより発売された。ヴェノムと化したエディ・ブロックとの戦いをメインとして描いている。
- スパイダーマン3 PS2、PS3（2007年10月17日）、DS、Wii（2008年3月19日）

アクティビジョンより発売された映画版を基にした作品。映画には登場しないヴィランも多数登場する。
- アメイジング・スパイダーマン iOS、Android（2012年6月28日）

ゲームロフト、Beenoxが開発に手がけたスマートフォン・タブレット向けゲーム。原題「アメイジング・スパイダーマン」の映画をコンセプトにしている。
- アメイジング・スパイダーマン2 PS3、PS4（2014年9月4日）

映画版を基にしたスクウェア・エニックス発売のオープンワールド作品。海外ではXbox 360・Xbox Oneでも発売した。
- Marvel's Spider-Man PS4（2018年9月7日）

インソムニアックゲームズ開発、SIE発売のオープンワールド作品。街中をウェブ・スイングによって自由に駆け回ることができる。
- Marvel's Spider-Man Remastered PS5（2020年11月12日）、Windows（2022年8月12日）

Marvel's Spider-ManのPS5向けリマスター版。DLC「摩天楼は眠らない」を収録。2022年8月12日にグラフィックの最適化やウルトラワイドディスプレイなどに対応したWindows版が発売された。
- Marvel's Spider-Man:Miles Morales PS4、PS5（2020年11月12日）

SIEから発売された。2018年9月7日発売のMarvel's Spider-Manの続編。本作では新人スパイダーマンのマイルズ・モラレスが主人公。
- 以下はスパイダーマンが登場するマーベルのゲームなど。
  - ザ・スーパー忍 MD（1989年12月2日）
    - セガから発売されたアクションゲーム。珍しいことに敵ボスとして登場。初期版では著作権を侵害しそうな「そっくりさん」であったが、後期版ではセガがほかのゲームのためにマーベル社から版権を取得したので「本物」として登場。

  - MARVEL SUPER HEROES アーケードゲーム（1995年11月）、SS（1997年8月8日）、PS（1997年9月25日）
    - マーヴル側から「これまでのメディアで一番スパイダーマンらしい動き」と評価された。

  - MARVEL SUPER HEROES VS. STREET FIGHTER アーケードゲーム（1997年3月）、SS（1998年10月22日）、PS（1999年2月25日）
  - MARVEL VS. CAPCOM CLASH OF SUPER HEROES アーケードゲーム（1998年2月）、DC（1999年3月25日）、PS（1999年11月11日）
  - MARVEL VS. CAPCOM 2 NEW AGE OF HEROES アーケードゲーム（2000年3月）、DC（2000年03月30日）、PS2、Xbox（2002年9月19日）
    - 上記2作はヴェノムも登場する。

  - MARVEL ULTIMATE ALLIANCE Wii（2007年5月17日）、PS3（2007年6月28日）
    - 海外ではPS2・Xbox・PSP・Xbox 360・GBAでも発売した。

  - MARVEL VS. CAPCOM 3 Fate of Two Worlds PS3、Xbox 360（2011年2月17日）
  - ULTIMATE MARVEL VS. CAPCOM 3 PS3、Xbox 360（2011年11月17日）、PS Vita（2011年12月17日）、PS4（2016年12月3日）、Xbox One、Windows（2017年3月7日）
  - マーベル VS. カプコン:インフィニット PS4、Xbox One（2017年9月21日）
  - Marvel's Avengers PS4（2020年9月4日）、PS5（2021年3月18日）
    - PS4・PS5版のみ登場。専用イベント「スパイダーマン：大いなる力で」が追加されている。

  - Marvel's Midnight Suns PS4（発売日未定）、PS5（2022年12月2日）、Xbox One（発売日未定）、Xbox Series X/S、Windows（2022年12月2日）、Nintendo Switch（発売日未定）
- 以下は日本で未発売のゲーム
  - en:Spider-Man: Battle for New York GBA・DS
  - en:Spider-Man: Friend or Foe PS2・PSP・Xbox 360・Wii・DS・PC
  - en:Spider-Man: Web of Shadows PS2・PSP・Xbox 360・Wii・DS・PS3・PC
  - en:Spider-Man: Shattered Dimensions Xbox 360・Wii・DS・PS3・PC
  - en:Spider-Man: Edge of Time Xbox 360・Wii・DS・PS3・3DS
  - en:Marvel Nemesis: Rise of the Imperfects PS2・PSP・DS・Xbox・GC
  - en:Marvel: Ultimate Alliance 2 PS2・PSP・DS・Xbox 360・PS3・Wii
  - en:Marvel Super Hero Squad PS2・PSP・DS・Wii
  - en:Marvel Super Hero Squad: The Infinity Gauntlet Xbox 360・PS3・DS・3DS
  - en:The Amazing Spider-Man Xbox 360・PS3・PS Vita

## 文化的影響
- フリークライマーのアラン・ロベールは、高層ビルに命綱無しで登ることから「スパイダーマン」と呼ばれている。
- レーシングドライバーのガブリエル・タルキーニはスパイダーマンのファンで、白地に蜘蛛の巣をデザインしたヘルメットを使用している。
- レーシングドライバーのエリオ・カストロネベスは、レースに優勝するとよく観客席の金網によじ登るパフォーマンスを見せることから、ファンや関係者から「スパイダーマン」と呼ばれている。
- 歌舞伎役者の中村獅童はスパイダーマンのファンで、映画のプロモーションの際、スパイダースーツを着て協力し、『アメイジング・スパイダーマン2』の日本語吹替え版ではエレクトロの声を担当した。また舞台のカーテンコールで、蜘蛛糸を投げスパイダーマン・パフォーマンスすることもある。
- DJ OZMAは2007年9月にユーロビートソング「Spiderman」を発表している（マーク・フォスターのカバー曲。原曲は『VIP MEGA EUROSTAR 3rd Stage』などに収録されている）。
- 小林よしのりの漫画『おぼっちゃまくん』の「シンパイダーマン」というキャラクターは、スパイダーマンのパロディである。
- アメリカでは、スパイダーマンに似たカラーリングのレッドヘッドロックアガマというトカゲがペットとして人気である。
- オーストラリアの学生によって『Italian Spiderman』というパロディ動画が作られ、動画共有サイトで人気を集めている。
- 『スパ淫ダーマン』（原題：Spiderbabe）は、スパイダーマンをパロディにしたポルノ映画である。

## テーマパークのアトラクション
- ウェブスリンガーズ:スパイダーマン・アドベンチャー - 世界のディズニーパークにあるスパイダーマンのアトラクション。